# 용
용(문화어: 룡, 龍, dragon)은 전 세계 여러 민속학에 등장하는 마법적인 전설의 생물이다. 용에 대한 믿음은 지역에 따라 상당히 다르지만, 중세 성기 이후 서양의 용은 종종 날개가 있고 뿔이 있으며 불을 뿜을 수 있는 것으로 묘사되어 왔다. 동양의 용은 보통 날개가 없고 네 발이며 뱀 같은 생물로, 평균 이상의 지능을 가지고 있는 것으로 묘사된다. 용의 특징들 사이의 공통점은 종종 파충류, 포유류, 새의 특징을 혼합한 것이다.

## 어원

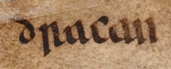
베오울프에서 고대 영어 단어 dracan (draca의 사격 단수)의 초기 등장

용(Dragon)이라는 단어는 13세기 초 고대 프랑스어 dragon에서 영어로 들어왔는데, 이는 다시 "거대한 뱀, 용"을 의미하는 라틴어 draco (속격 draconis)에서 유래했으며, 이는 고대 그리스어 고대 그리스어: δράκων, drákōn (속격 δράκοντος, drákontos) "뱀"에서 파생되었다. 그리스어와 라틴어 용어는 신화적인 존재가 아니라 어떤 거대한 뱀을 지칭했다. 그리스어 단어 δράκων은 "나는 본다"를 의미하는 그리스어 동사 δέρκομαι (dérkomai)에서 유래했을 가능성이 높으며, 이 동사의 아오리스트 형태는 ἔδρακον (édrakon)이다. 이는 "치명적인 시선"을 가진 것, 또는 유난히 밝은 또는 "날카로운" 눈을 지칭하거나, 뱀의 눈이 항상 열려 있는 것처럼 보이기 때문이라고 여겨진다. 실제로는 각 눈이 눈꺼풀의 크고 투명한 비늘을 통해 보이며, 눈꺼풀은 영구적으로 닫혀 있다. 그리스어 단어는 "본다"를 의미하는 인도유럽어족 어근 *derḱ-에서 유래했을 가능성이 높다. 산스크리트어 어근 दृश् (dr̥ś-) 또한 "본다"를 의미한다.

## 개요

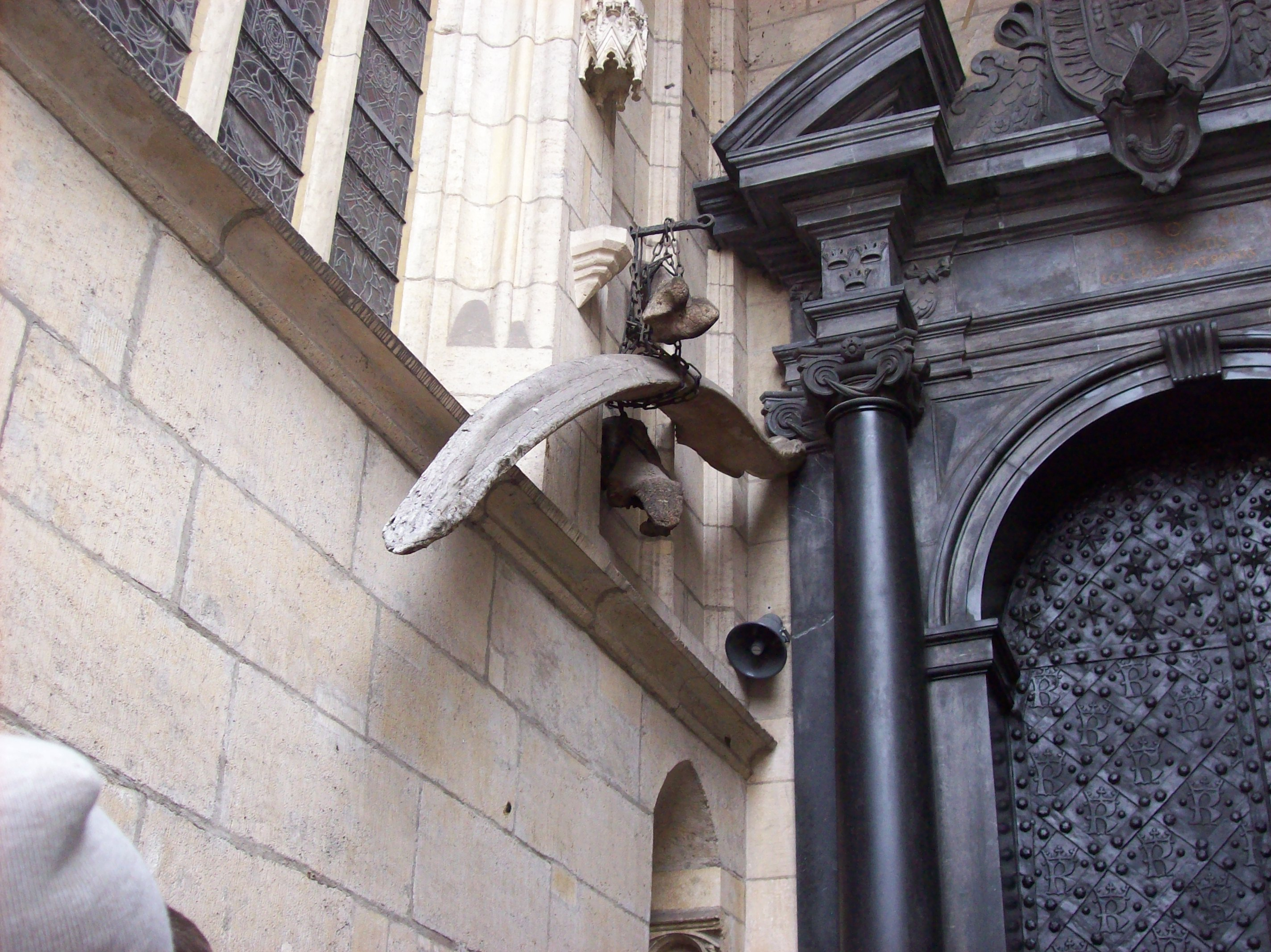
바벨의 용의 것으로 추정되는 여러 뼈가 바벨 대성당 외부에 걸려 있지만, 실제로는 플라이스토세 포유류의 뼈이다.

용을 닮은 생물은 전 세계 거의 모든 문화권에 나타나며, 용을 닮은 생물에 대한 가장 초기의 기록은 거대한 뱀과 비슷하다. 용을 닮은 생물은 고대 근동의 신화에 처음 등장하며 고대 메소포타미아 예술과 문학에 나타난다. 거대한 뱀을 죽이는 폭풍의 신에 대한 이야기는 거의 모든 근동 및 인도유럽 신화에 걸쳐 나타난다. 유명한 원형 용을 닮은 생물로는 고대 메소포타미아의 무슈후슈; 이집트 신화의 아펩; 리그베다의 브리트라; 히브리어 성경의 레비아탄; 푸아투 지방의 그랑기뇰; 그리스 신화의 피톤, 라돈, 와이번 그리고 레르나이아 히드라; 알바니아 신화의 쿨셰드라; 라코타 신화의 운흐체길라; 아즈텍 문화의 케찰코아틀; 노르드 신화의 요르문간드, 니드호그 그리고 파프니르; 베오울프의 베오울프의 화룡; 그리고 고대 페르시아 신화의 아지(aži)와 아즈(az)가 있으며, 이는 또 다른 신화적 인물인 아지 다하카(Aži Dahaka) 또는 자하크와 밀접한 관련이 있다.
그럼에도 불구하고, 학자들은 용이라는 아이디어가 어디에서 기원했는지에 대해 논쟁하며, 다양한 가설들이 제안되었다.
인류학자 데이비드 E. 존스(David E. Jones)는 그의 저서 An Instinct for Dragons(2000)에서 인간이 원숭이처럼 뱀, 큰 고양이, 맹금류에 대한 본능적인 반응을 물려받았다는 가설을 제시한다. 그는 100명 중 약 39명이 뱀을 두려워한다는 연구를 인용하며 뱀이 드문 지역에서도 어린이들에게 뱀에 대한 두려움이 특히 두드러진다고 지적한다. 가장 초기에 기록된 용들은 모두 뱀을 닮거나 뱀과 같은 속성을 가지고 있다. 따라서 존스는 인간이 뱀과 영장류 조상들의 주요 포식자였던 다른 동물들에 대한 타고난 두려움을 가지고 있기 때문에 용이 거의 모든 문화권에 나타난다고 결론 내린다. 용은 보통 "어두운 동굴, 깊은 웅덩이, 험한 산맥, 바다 밑바닥, 유령 숲"에 살고 있다고 하는데, 이 모든 곳은 초기 인류 조상들에게 위험한 장소였을 것이다.
그녀의 책 최초의 화석 사냥꾼: 그리스와 로마 시대의 공룡, 매머드, 그리고 신화(The First Fossil Hunters: Dinosaurs, Mammoths, and Myth in Greek and Roman Times, 2000)에서 아드리엔 마요르는 용에 대한 일부 이야기가 공룡과 다른 선사 시대 동물의 화석 발견에서 영감을 받았을 수 있다고 주장한다. 그녀는 북인도의 용 전설이 "히말라야산맥 아래 시왈릭 구릉의 화석층에서 발견된 거대하고 특이한 뼈에 대한 관찰"에서 영감을 받았을 수 있으며, 고대 그리스의 트로이의 괴물 예술적 묘사가 지중해 지역에서 흔히 발견되는 멸종된 기린 종인 사모테리움 화석의 영향을 받았을 수 있다고 주장한다. 대형 선사 시대 동물 화석이 흔히 발견되는 중국에서는 이러한 유골이 종종 "용골"로 식별되며 전통 중국 의학에서 흔히 사용된다. 그러나 마요르는 모든 용과 거인 이야기가 화석에서 영감을 받은 것은 아니라고 신중하게 지적하며, 스칸디나비아에는 용과 바다 괴물에 대한 이야기가 많지만 오랫동안 "대형 화석이 없는 것으로 간주되었다"고 언급한다. 그녀의 후기 저서 중 하나에서 그녀는 "전 세계의 많은 용 이미지는 코모도왕도마뱀, 아메리카독도마뱀, 이구아나속, 앨리게이터속 또는 캘리포니아의 앨리게이터 도마뱀과 같은 살아있는 파충류에 대한 민간 지식이나 과장에서 비롯되었지만, 이는 스칸디나비아 전설을 설명하지 못한다. 왜냐하면 이 지역에서는 그러한 동물(역사적이든 아니든)이 발견된 적이 없기 때문이다."라고 말한다.
로버트 블러스트(Robert Blust)는 그의 저서 용의 기원(The Origin of Dragons, 2000)에서 다른 많은 전통 문화의 창조물처럼 용도 실제 사건의 세계에 대한 합리적인 비과학적 추측이 수렴된 결과로 크게 설명될 수 있다고 주장한다. 이 경우, 사건은 강우량과 가뭄을 지배하는 자연적인 메커니즘이며, 특히 무지개 현상에 주목한다.

## 이집트

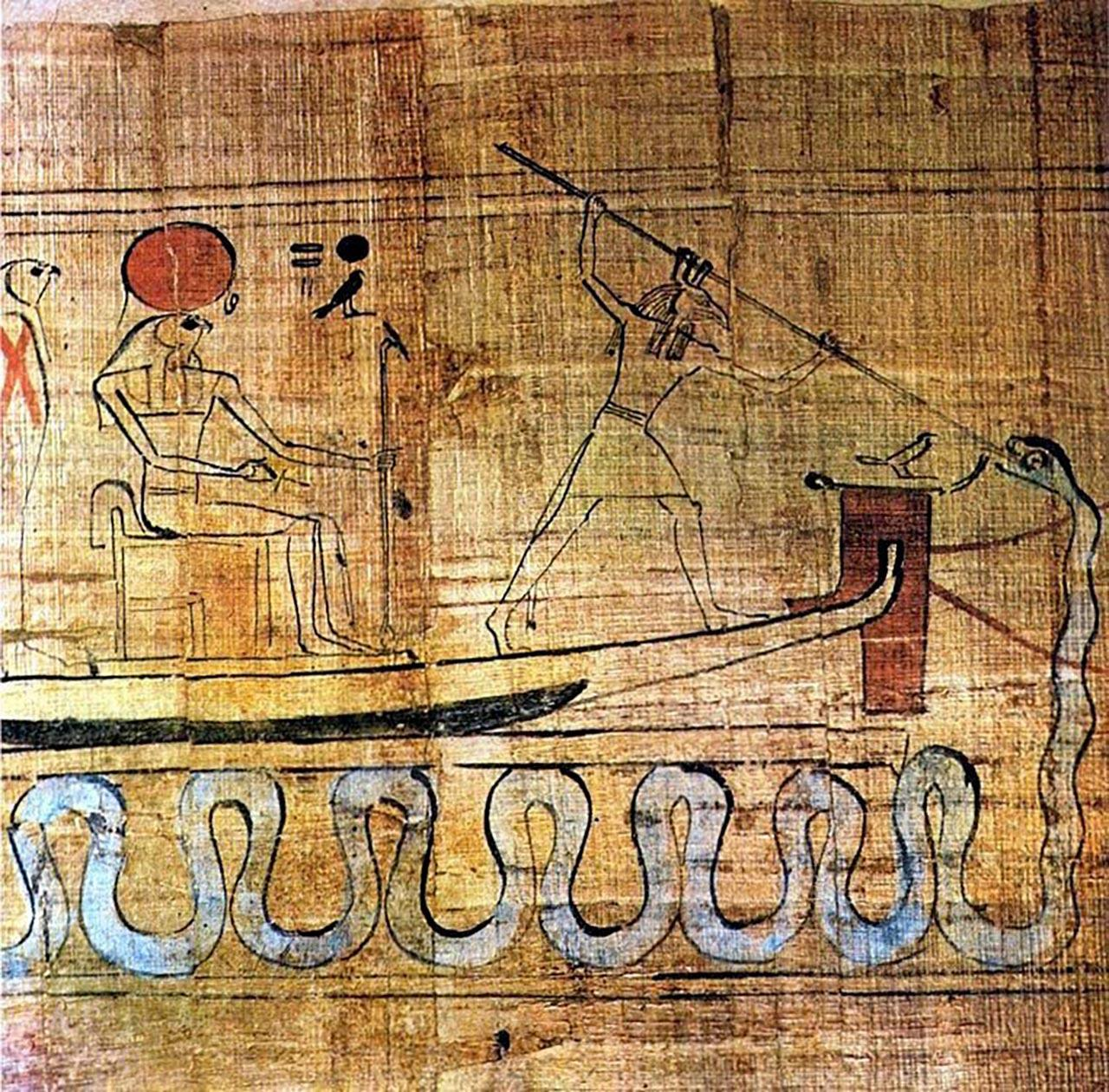
고대 이집트 파피루스 사본의 삽화로, 라의 마테트 보트를 공격하는 뱀 아펩을 신 세트가 창으로 찌르는 모습

이집트 신화에서 아펩 또는 아포피스는 이집트의 저승인 두아트에 사는 거대한 뱀 생물이다. 기원전 310년경에 쓰인 브렘너-라인드 파피루스에는 해가 지는 것이 라가 아펩과 싸우기 위해 두아트에 내려가는 것 때문에 일어난다는 훨씬 오래된 이집트 전통 이야기가 보존되어 있다. 일부 기록에 따르면, 아펩은 여덟 남자의 키만큼 길고 부싯돌로 된 머리를 가지고 있다. 천둥과 지진은 아펩의 포효 때문에 일어난다고 생각되었으며 일식은 낮에 아펩이 라를 공격한 결과라고 여겨졌다. 일부 신화에서는 아펩이 신 세트에게 죽임을 당한다. 네헤브카우는 두아트를 지키는 또 다른 거대한 뱀으로, 라가 아펩과 싸우는 것을 도왔다. 네헤브카우는 일부 이야기에서 너무 거대해서 지구 전체가 그의 몸 위에 놓여 있다고 믿어졌다. 덴웬은 피라미드 텍스트에 언급된 거대한 뱀으로, 몸이 불로 되어 있었고 이집트 신들의 판테온을 거의 모두 파괴할 뻔한 대화재를 일으켰다. 그는 결국 파라오에게 패배했는데, 이 승리는 파라오의 신성한 통치권을 확증했다.
우로보로스는 뱀이 자신의 꼬리를 삼키는 잘 알려진 이집트 상징이었다. 우로보로스의 선구자는 "다면체(Many-Faced)"였는데, 다섯 개의 머리를 가진 뱀으로, 가장 오래된 사후세계의 서인 암두아트에 따르면 태양신 라의 시신 주위를 보호적으로 휘감고 있었다고 한다. "진정한" 우로보로스의 가장 초기에 살아남은 묘사는 투탕카멘의 무덤에 있는 금박을 입힌 성소에서 나온다. 서기 초기에 우로보로스는 영지주의 기독교인들에게 상징으로 채택되었고 초기 영지주의 문서인 피스티스 소피아의 136장에는 "꼬리를 입에 물고 있는 거대한 용"이 묘사되어 있다. 중세 연금술에서는 우로보로스가 날개, 다리, 꼬리를 가진 전형적인 서양 용이 되었다. 11세기 마르키아누스 사본 CCXXVIII (406)에 나오는 꼬리를 갉아먹는 용의 유명한 이미지는 많은 연금술 서적에 복사되었다.

## 서아시아

### 메소포타미아

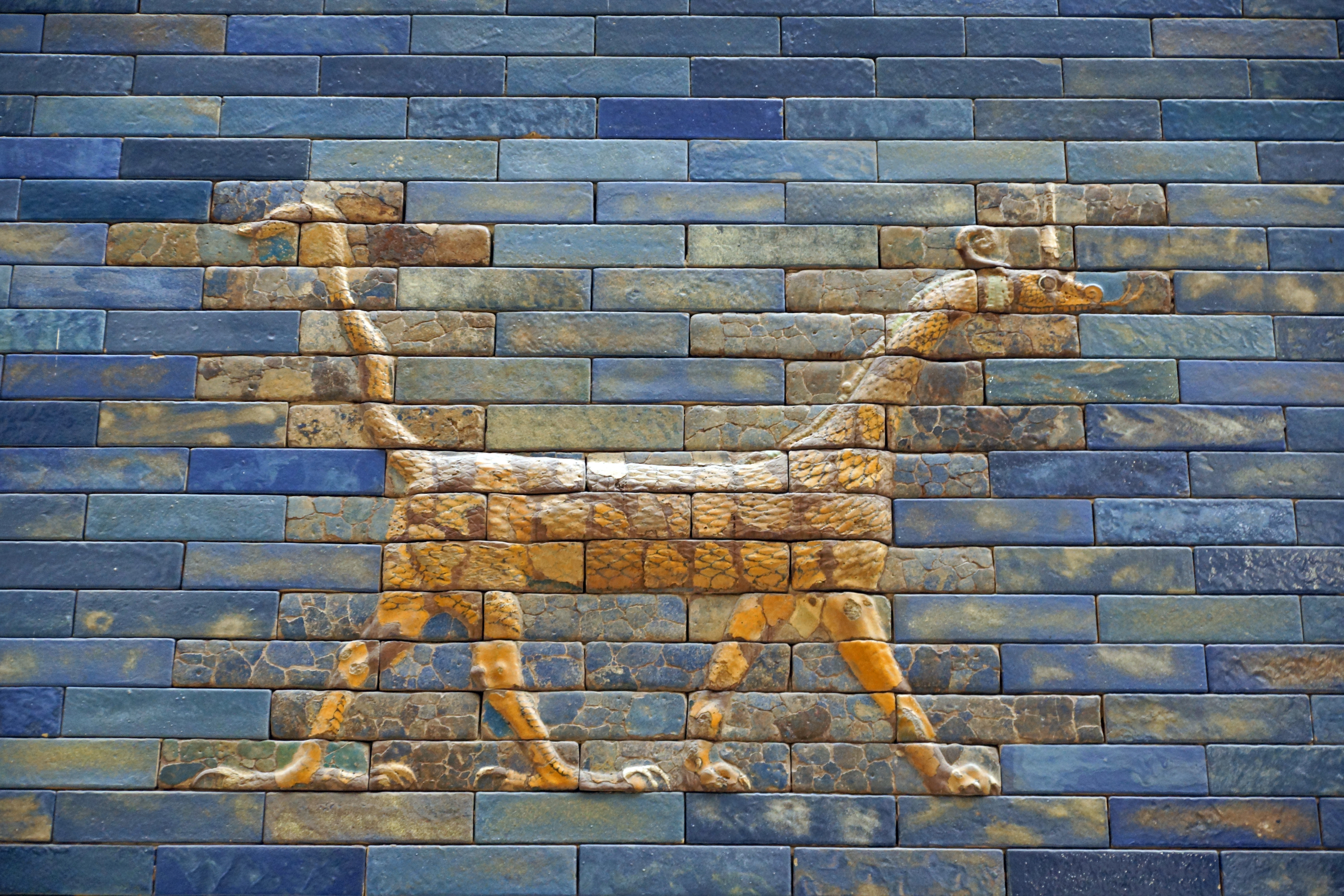
고대 메소포타미아 종교의 뱀 형태의 용 괴물인 무슈후슈는 뱀의 몸과 목, 사자의 앞다리, 새의 뒷다리를 가지고 있다. 이 그림은 바빌론 시의 이슈타르의 문에 나타난 모습이다.

근동의 고대인들은 현대인들이 "용"이라고 부르는 생물과 유사한 존재를 믿었다. 이 고대인들은 먼 과거에 공룡이나 유사한 생물이 존재했다는 사실을 알지 못했다. 고대 메소포타미아 문학 전반에 걸쳐 선량하고 악의적인 용에 대한 언급이 나타난다. 수메르어 시에서 위대한 왕들은 종종 거대한 뱀 괴물인 우숨갈에 비유된다. 사자의 앞부분과 새의 뒷다리, 꼬리, 날개를 가진 용을 닮은 생물이 아카드 제국(c. 2334 – 2154 BC)부터 신바빌로니아 제국 (626 BC–539 BC)까지의 메소포타미아 미술에 나타난다. 용은 보통 입을 벌린 채로 묘사된다. 이는 "포효하는 날씨 짐승"을 의미하는 (ūmu) nā'iru로 알려졌을 수 있으며, 신 이슈쿠르 (하다드)와 관련이 있었을 수 있다. 두 개의 뿔과 전갈의 꼬리를 가진 약간 다른 사자 용이 신아시리아 제국 (911 BC–609 BC)의 예술에 나타난다. 센나케립이 의뢰했을 것으로 추정되는 부조에는 신 아슈르, 신, 아다드가 그 등에 서 있는 모습이 보인다.
뿔, 뱀의 몸과 목, 사자의 앞다리, 새의 뒷다리를 가진 또 다른 용을 닮은 생물이 아카드 시대부터 헬레니즘 시대 (BC 323년 – BC 31년)까지 메소포타미아 예술에 나타난다. 아카드어로 "격렬한 뱀"을 뜻하는 무슈후슈로 알려진 이 생물은 특정 신들의 상징으로 사용되었고, 일반적인 보호 상징으로도 사용되었다. 원래는 저승신 니나주의 시종이었던 것으로 보이지만, 나중에는 후르족 종교의 폭풍신 티슈팍의 시종이 되었고, 그 후에는 니나주의 아들 닝기시지다, 바빌로니아의 민족신 마르두크, 서기신 나부, 그리고 아시리아의 민족신 아슈르의 시종이 되었다.
학자들은 바빌로니아 창조 서사시 에누마 엘리시에서 마르두크에게 살해당한 원초적 혼돈을 의인화한 바빌로니아 여신 티아마트의 모습에 대해 의견이 일치하지 않는다. 그녀는 전통적으로 학자들에 의해 거대한 뱀의 형태를 가졌다고 여겨졌지만, 여러 학자들은 이 형태가 "확실하게 티아마트에게 귀속될 수 없다"고 지적했으며, 그녀는 적어도 때때로 인류의 모습으로 여겨졌던 것으로 보인다. 그럼에도 불구하고, 일부 텍스트에서는 그녀가 뿔, 꼬리, 어떤 무기로도 뚫을 수 없는 가죽으로 묘사된 것으로 보이며, 이 모든 특징은 그녀가 어떤 형태의 용녀로 생각되었음을 시사한다.

### 레반트

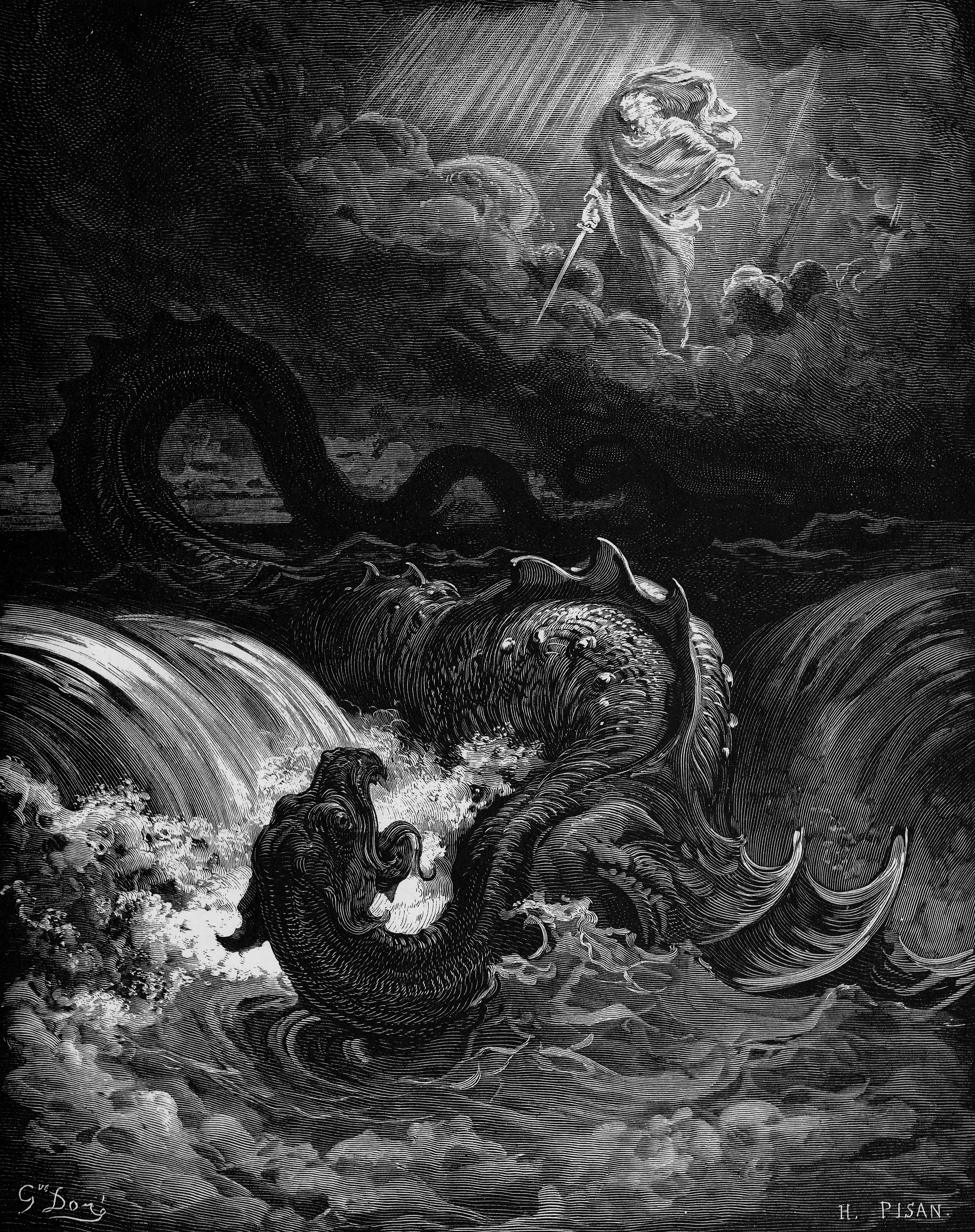
귀스타브 도레의 레비아탄의 파괴 (1865)

우가리트 지역의 신화, 특히 우가리트 문서의 바알 주기에서 바다 용 로타누는 "뒤틀린 뱀 / 일곱 머리를 가진 강한 존재"로 묘사된다. KTU 1.5 I 2–3에서는 로타누가 폭풍신 바알에게 살해되지만, KTU 1.3 III 41–42에서는 대신 처녀 전사 여신 아나트에게 살해된다.
히브리어 성경의 시편, 시편 74편 13-14절에서 바다 용 레비아탄은 이스라엘과 유다 왕국의 신 야훼에 의해 세계 창조의 일환으로 살해된다. 이사야는 레비아탄을 "바다 괴물", "뱀" 또는 "용"으로 번역되는 tanin (תנין)으로 묘사한다. 이사야 27장 1절에서는 레비아탄에 대한 야훼의 파괴가 임박한 우주 질서 개편의 일부로 예언된다.
| 원본 히브리어 본문                                                                                             | 영어 |
| --- | --- |
| בַּיּוֹם הַהוּא יִפְקֹד יְהוָה בְּחַרְבּוֹ הַקָּשָׁה וְהַגְּדוֹלָה וְהַחֲזָקָה, עַל לִוְיָתָן נָחָשׁ בָּרִחַ, וְעַל לִוְיָתָן, נָחָשׁ עֲקַלָּתוֹן; וְהָרַג אֶת-הַתַּנִּין, אֲשֶׁר בַּיָּם | In that day the LORD will take His sharp, great, and mighty sword, and bring judgment on Leviathan the fleeing serpent — Leviathan the coiling serpent — and He will slay the dragon of the sea. |
| —이사야 27:1                                                                                                   | |

욥기 41장 1절부터 34절까지는 레비아탄에 대한 자세한 묘사를 담고 있는데, 레비아탄은 야훼만이 이길 수 있을 정도로 강력한 존재로 묘사된다. 욥기 41장 19절부터 21절까지는 레비아탄이 불과 연기를 내뿜는다고 명시되어 있으며, 이는 레비아탄이 신화 속 용임을 분명히 보여준다. 구약 성경의 일부에서 레비아탄은 야훼에 맞서는 민족들의 상징으로 역사화된다. "레비아탄"의 동의어인 라합은 여러 성경 구절에서 이집트를 지칭하는 데 사용된다. 이사야 30장 7절은 "이집트의 도움은 헛되고 공허하다. 그러므로 내가 그녀를 '침묵한 라합'이라 불렀다."라고 선언한다. 마찬가지로 시편 87편 3절은 "내가 라합과 바빌론을 나를 아는 자들로 여길지라..."라고 기록한다. 에스겔 29장 3절부터 5절과 에스겔 32장 2절부터 8절까지는 이집트의 파라오가 "용"(tannîn)으로 묘사된다. 다니엘서의 외경 이야기인 벨과 용에서 예언자 다니엘은 바빌로니아인들이 숭배하는 용을 본다. 다니엘은 "피치와 지방, 머리카락으로 케이크"를 만들고, 용은 그것들을 먹고 터져 죽는다.

### 이란
아지 다하카 (아베스타어로 큰뱀)는 조로아스터교 페르시아의 문헌과 신화에 나오는 용 또는 악마적 존재로, 앙그라 마이뉴의 부하 중 하나이다. 다른 이름으로는 Azi Dahak, Dahaka, Dahak이 있다. Aži (주격 ažiš)는 아베스타어에서 "뱀" 또는 "용"을 뜻하는 단어이다. 아베스타어 용어 Aži Dahāka와 중세 페르시아어 azdahāg는 중세 페르시아 마니교의 탐욕 악마 "Az", 고대 아르메니아 신화 속 인물 아지다하크, 현대 페르시아어 'aždehâ/aždahâ', 타지크 페르시아어 'azhdahâ', 우르두어 'azhdahā' (اژدها)의 어원이다.
이 이름은 또한 동유럽으로 넘어가 발칸 및 슬라브어에서 "아즈다야(azhdaja)" 형태와 "용", "용녀" 또는 "물뱀"이라는 의미를 갖게 되었다.
신화에서 아지 다하카의 부정적인 측면에도 불구하고, 용은 이란 민족의 역사 전반에 걸쳐 일부 전쟁 깃발에 사용되어 왔다.
아지다르키드 프테로사우루스 무리는 궁극적으로 아지 다하카에서 유래한 페르시아어 "용"에서 이름을 따왔다.
페르시아 수피파 문학에서 루미는 그의 마스나비에서 용이 영적인 전투에서 죽어야 할 감각적 영혼(나프스), 탐욕, 욕망을 상징한다고 썼다.

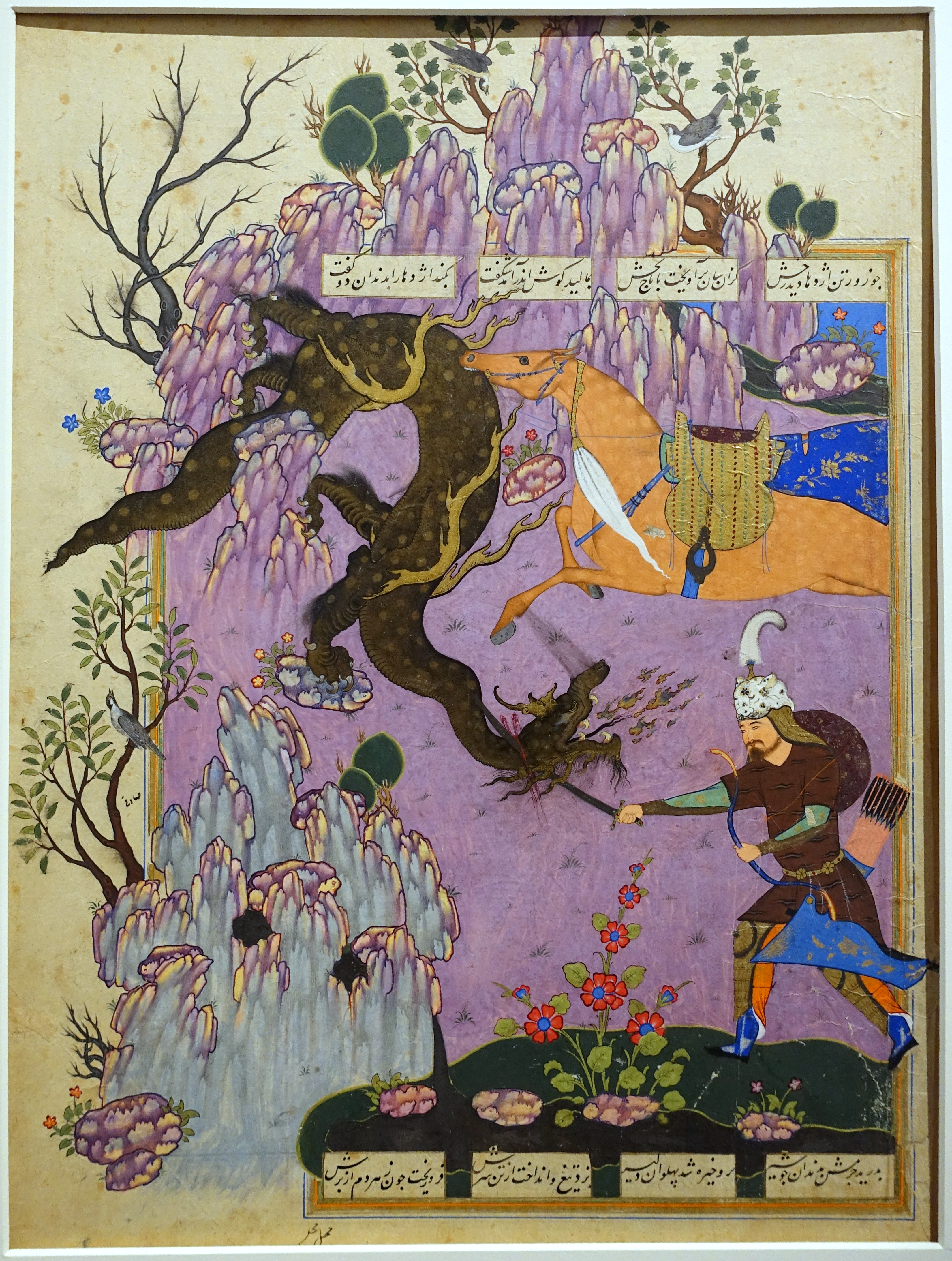
샤 이스마일 2세의 샤나메의 삽화, 사데기 (베그) 작, 이란, 타브리즈, c. 1576 AD, 장면 1 – 아가 칸 박물관 – 토론토, 캐나다

페르도우시의 샤나메에서 이란족 영웅 로스탐은 자신의 전설적인 말 라크시의 도움을 받아 (인간의 눈에 보이지 않게 되는) 80미터 길이의 용을 죽여야 한다. 로스탐이 잠들어 있을 때 용이 다가오고, 라크시는 로스탐을 깨우려 하지만 로스탐이 용을 볼 때까지 위험을 알리는 데 실패한다. 라크시가 용을 물고, 로스탐은 용의 목을 자른다. 이것은 로스탐의 일곱 시련 중 세 번째 시련이다.
로스탐은 샤나메와 다른 이란 구전 전통에서 다른 용들을 죽인 것으로도 알려져 있는데, 특히 바브르-에-바얀 신화에서 그렇다. 이 이야기에서 로스탐은 아직 십대였으며, "동양"(출처에 따라 인도 또는 중국)에서 용을 죽이는데, 용에게 생석회와 돌로 채워진 소 가죽 또는 독이 든 칼날을 삼키게 한다. 용은 이 이물질을 삼키고 위장이 터지며, 그 후 로스탐은 용의 가죽을 벗겨 바브르-에-바얀이라고 불리는 코트를 만든다. 이야기의 일부 변형에서는 로스탐이 이틀 밤낮 동안 의식을 잃은 채로 있지만, 그의 말 라크시가 그를 지킨다. 의식을 되찾자 그는 샘물에 몸을 씻는다. 만다야교 전통의 이야기에서는 로스탐이 상자 안에 숨어 용에게 삼켜진 후 용의 뱃속에서 용을 죽인다. 중국 왕은 로스탐에게 보상으로 자신의 딸을 결혼시킨다.

## 동아시아

### 중국

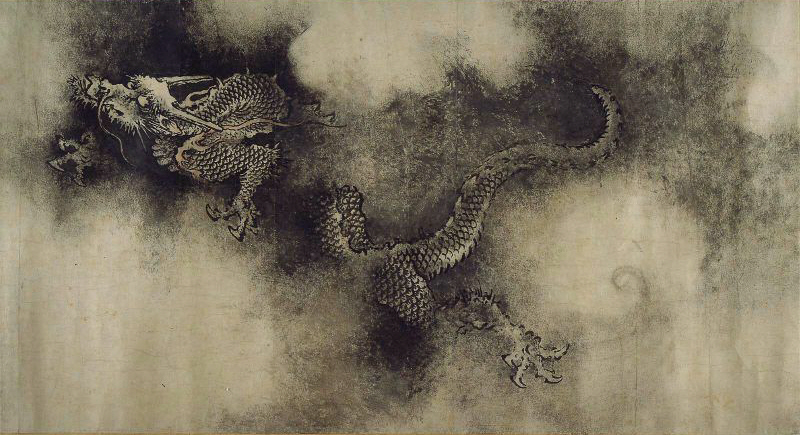
천룽의 구룡도에 나오는 용, 1244년.

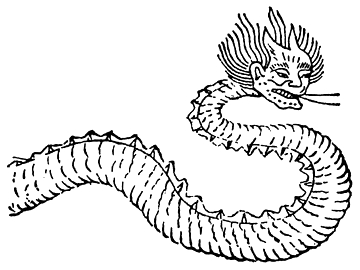
17세기판 산해경에 나오는 용 촉룡의 삽화

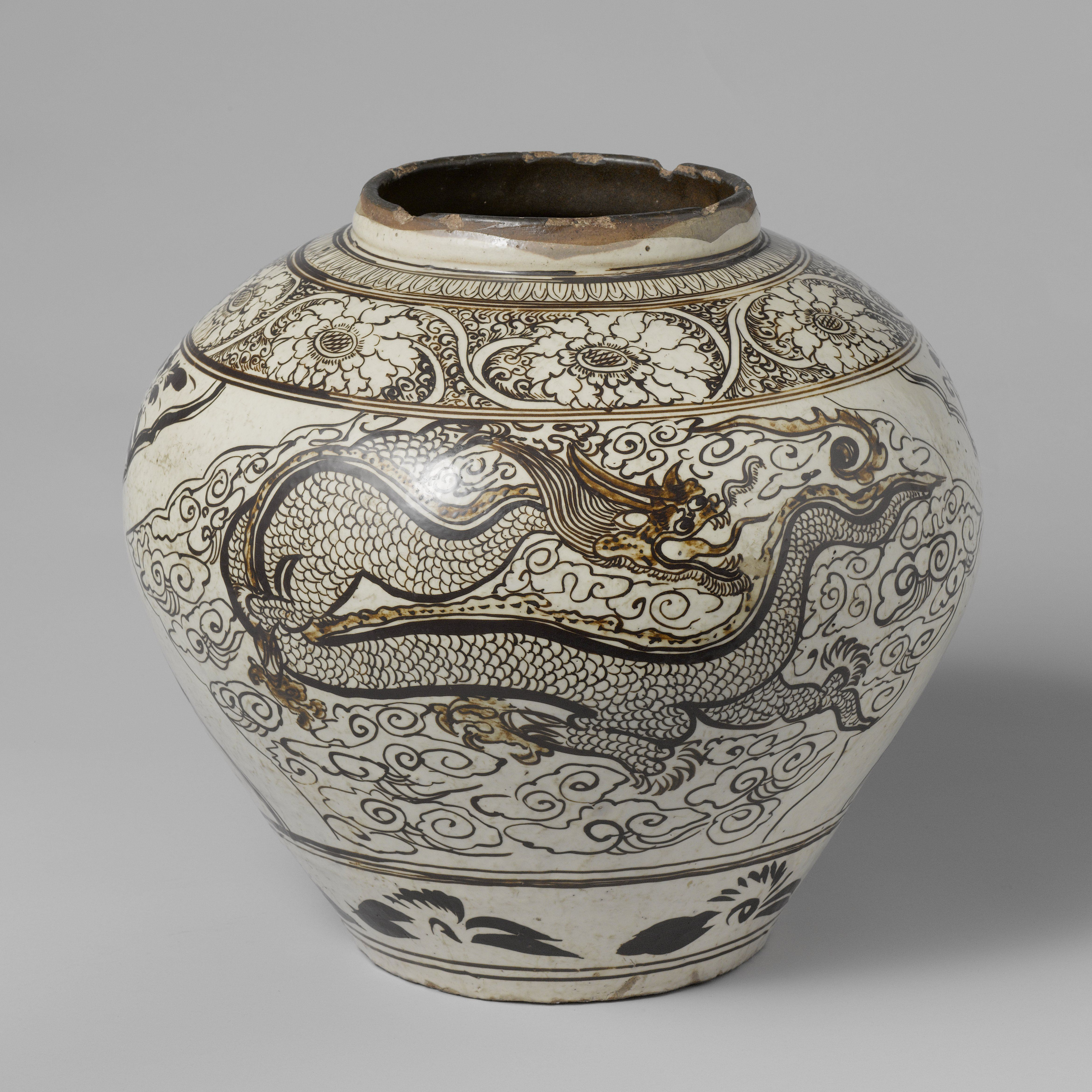
원나라 시대 도자기 화병에 그려진 용

"용"이라는 단어는 중국 신화의 전설의 생물인 룽 (번체 龍, 간체 龙, 일본어 간체 竜, 한어병음 lóng)에 적용되었으며, 이는 행운과 관련이 있으며 많은 동아시아 신들과 반신들은 용을 개인적인 탈것이나 동반자로 삼고 있다. 용은 또한 중국의 황제와 동일시되었는데, 중국 제국 후기 역사에서 황제만이 자신의 집, 옷 또는 개인 물품에 용을 사용할 수 있었다.
고고학자 저우 충파(Zhōu Chong-Fa)는 중국어 '용'이 천둥 소리의 의성어에서 유래했다고 믿는다. 또는 광둥어로 lùhng이라고 한다.
중국의 용 (중국어 간체자: 龙, 정체자: 龍, 병음: lóng)은 중국 동물 계층에서 가장 높은 지위를 차지하는 생물이다. 그 기원은 모호하지만, "그 조상은 신석기 시대 도자기뿐만 아니라 청동기 시대 의식용 그릇에서도 찾을 수 있다." 여러 인기 있는 이야기들이 용을 기르는 것에 대해 다룬다. 아마도 전국 시대에 쓰여진 좌전은 양수안의 후손인 동푸(Dongfu)라는 남자가 용을 사랑했으며 용의 뜻을 이해할 수 있었기 때문에 용을 길들이고 잘 기를 수 있었다고 묘사한다. 그는 제순 황제를 섬겼으며, 황제는 그에게 "용 조련사"를 의미하는 환롱(Huanlong)이라는 성씨를 주었다. 또 다른 이야기에서는 하나라의 14대 황제인 공갑이 하늘의 신에 대한 순종의 대가로 수컷 용과 암컷 용을 선물로 받았지만, 그들을 훈련시킬 수 없었으므로 환롱에게 용 훈련법을 배운 리우레이(Liulei)라는 용 조련사를 고용했다. 어느 날 암컷 용이 갑자기 죽자 리우레이는 몰래 용을 토막내어 고기를 요리하여 왕에게 바쳤다. 왕은 그것을 너무 좋아해서 리우레이에게 같은 식사를 다시 바치라고 요구했다. 리우레이는 더 이상의 용 고기를 구할 수 없었으므로 궁궐에서 도망쳤다.
가장 유명한 용 이야기 중 하나는 용을 본 적이 없음에도 불구하고 용을 맹목적으로 사랑했던 예가오(Ye Gao) 영주에 대한 것이다. 그는 집 전체를 용 문양으로 장식했고, 이러한 숭배의 모습을 보고 진짜 용이 예가오를 찾아왔지만, 영주는 그 생물을 보고 너무나 겁에 질려 도망쳐버렸다. 중국 전설에서 문화 영웅 복희는 뤄허강을 건너던 중 룽마를 보았다고 전해진다. 룽마는 얼굴에 일곱 점, 등에 여섯 점, 왼쪽 옆구리에 여덟 점, 오른쪽 옆구리에 아홉 점이 있는 중국의 말-용이었다. 그는 이 환상에 너무 감동하여 집에 돌아와 점들을 포함한 그림을 그렸다. 그는 나중에 이 점들을 글자로 사용하여 중국어를 발명했고, 그것을 사용하여 자신의 책 역경을 썼다. 또 다른 중국 전설에서는 의사 마스 황(Ma Shih Huang)이 병든 용을 치료했다고 전해진다. 또 다른 전설에서는 어떤 남자가 치료사 뤄첸런(Lo Chên-jen)에게 와서 자신이 용이며 치료가 필요하다고 말했다고 한다. 뤄첸런이 남자를 치료한 후, 용이 그에게 나타나 그를 하늘로 데려갔다.
아마도 한나라 때 주로 편찬된 고전 신화집인 산해경에서는 다양한 신들과 반신들이 용과 관련되어 있다. 가장 유명한 중국 용 중 하나는 황제가 폭군 치우를 물리치는 것을 도왔던 잉롱("응답하는 용")이다. 용 촉룡("횃불 용")은 "그의 몸으로 우주를 구성한" 신이다. 산해경에서는 황제, 신농, 제요, 제순을 포함한 많은 신화적 영웅들이 신성한 용과 그들의 어머니가 교미한 후 태어났다고 전해진다. 신 축융과 계 황제는 모두 두 마리의 용이 태워다 준 것으로 묘사되며, 황제, 전욱, 유강, 로쇼우(Roshou)도 다른 여러 문헌에서 마찬가지이다. 회남자에 따르면, 사악한 검은 용이 한때 파괴적인 대홍수를 일으켰으며, 이 홍수는 여신 여와가 용을 죽여 끝냈다.

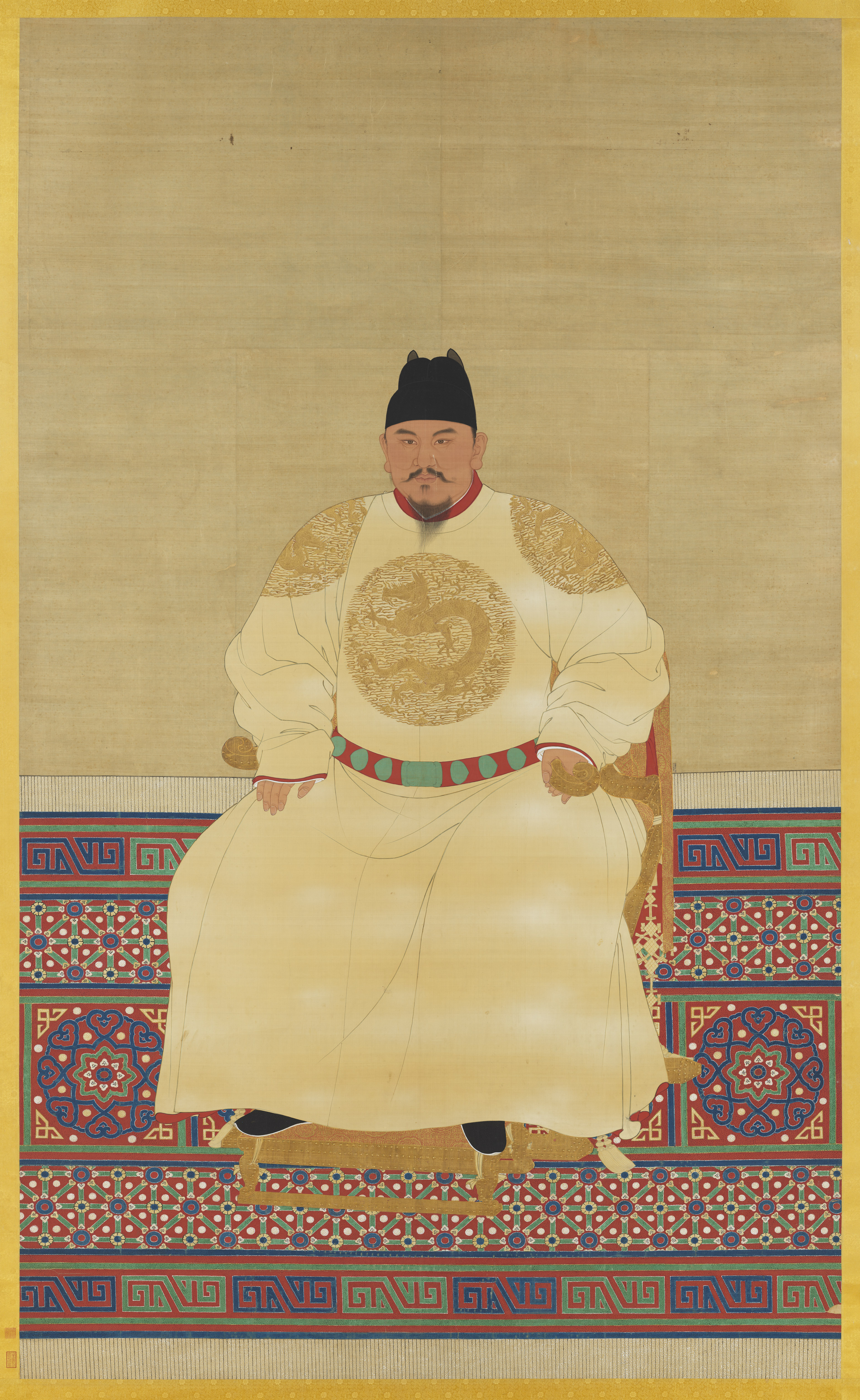
가슴에 용의 엠블럼이 있는 홍무제. c. 1377

수많은 민족의 용 신화가 중국 전역에서 전해진다. 5세기 범엽이 편찬한 후한서에는 아일라오이족에 대한 이야기가 전해지는데, 산둥성 지역에 살던 샤이(Shayi)라는 여인이 낚시를 하던 중 물에 떠다니는 나무토막에 닿은 후 열 아들의 임신했다고 한다. 그녀는 아들들을 낳았고, 나무토막은 용으로 변하여 아들들을 보고 싶다고 했다. 여인은 아들들을 용에게 보여주었지만, 막내를 제외하고는 모두 도망쳤고, 용은 막내의 등을 핥아 그에게 "앉은 등"을 의미하는 지우롱(Jiu Long)이라는 이름을 지어주었다. 아들들은 나중에 그를 왕으로 선출했으며, 열 아들의 후손들은 아일라오이족이 되어 조상을 기리기 위해 등에 용 문신을 새겼다. 중국 서남부의 먀오족에는 신성한 용이 자신의 동굴에 놀러 온 원숭이들에게 숨을 불어넣어 최초의 인간을 창조했다는 이야기가 있다. 한족에는 산둥성의 가난한 집안에서 태어난 검은 용인 짧은 꼬리 노인 리(Short-Tailed Old Li)에 대한 많은 이야기가 있다. 그의 어머니는 그를 처음 보았을 때 기절했고, 그의 아버지가 밭에서 돌아와 그를 보았을 때 삽으로 그를 때려 꼬리 일부를 잘라냈다. 리는 천장을 뚫고 날아가 중국 북동부의 흑룡강으로 가서 그 강의 신이 되었다. 중국 음력으로 그의 어머니의 사망 기념일에는 노인 리가 집으로 돌아와 비를 내리게 한다. 그는 여전히 비의 신으로 숭배된다.

사해 용왕과 중앙의 지룡왕의 관계를 나타내는 도표

중국에서 용은 비에 대한 힘을 가진 것으로 여겨진다. 용과 비의 연관성은 용춤과 드래곤보트 경주와 같은 중국 풍습의 원천이다. 용은 비와 밀접하게 연관되어 있으며, 가뭄은 용의 게으름 때문에 발생한다고 생각된다. 비를 내리게 하기 위해 용을 부르는 기도는 중국 문헌에서 흔하다. 동중서가 저술한 것으로 알려진 춘추번로는 가뭄 시기에 흙으로 용 인형을 만들고 젊은이들과 소년들이 인형들 사이에서 걷고 춤을 추어 용이 비를 내리게 하도록 권장한다. 청나라 문헌에서는 호랑이 뼈나 더러운 물건을 용이 사는 연못에 던지라고 조언한다. 용은 호랑이나 더러움을 견딜 수 없으므로 연못의 용이 물건을 쫓아내기 위해 폭우를 내리게 할 것이기 때문이다. 용을 부르는 기우제는 많은 중국 마을에서 여전히 매우 흔하며, 각 마을에는 비를 내리게 한다고 여겨지는 고유한 신이 있고 이 신들 중 상당수는 용이다. 중국의 용왕들은 힌두 신화의 나가(naga)의 영감으로 여겨진다. 이 이야기에 따르면, 모든 수역은 각각 다른 힘, 계급, 능력을 가진 용왕이 다스리고 있으며, 그래서 사람들은 이 인물들을 기리기 위해 시골 전역에 사원을 세우기 시작했다.

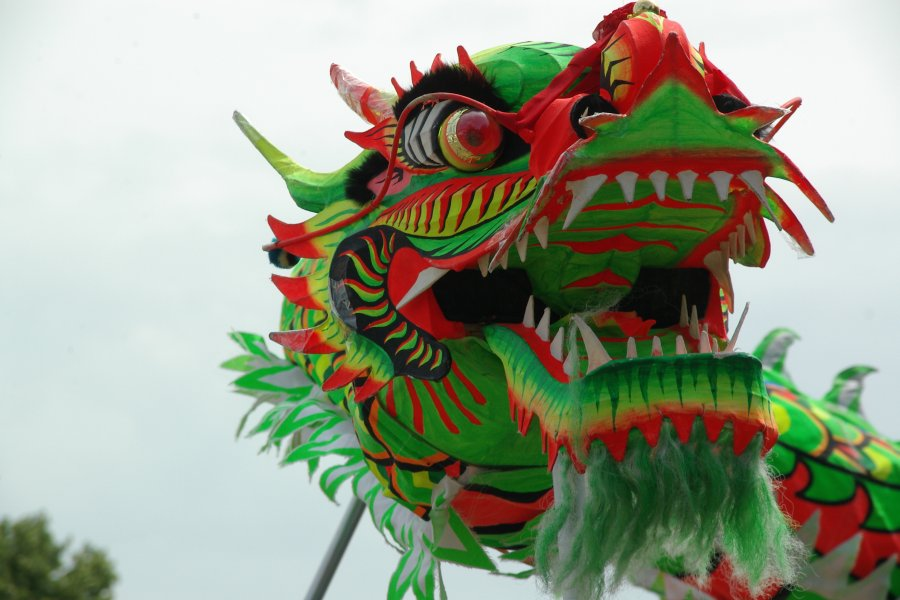
2000년 헬싱키에서 열린 중국 용춤 공연의 용 머리.

많은 중국 전통 풍습은 용을 중심으로 이루어진다. 춘절과 원소절을 포함한 다양한 명절 동안 마을 사람들은 풀, 천, 대나무 줄기, 종이로 약 16피트 길이의 용을 만들어 용춤의 일부로 도시를 행진한다. 이 의식의 원래 목적은 좋은 날씨와 풍작을 가져오는 것이었지만, 지금은 주로 오락을 위해서만 행해진다. 단오 축제 동안 여러 마을 또는 전체 성(省)이 드래곤보트 경주를 개최하는데, 이 경주에서는 사람들이 용처럼 조각된 배를 타고 물 위를 경주하며 많은 관중이 강둑에서 지켜본다. 이 풍습은 전통적으로 시인 굴원이 미뤄강에 몸을 던져 자살한 후 사람들이 그를 구하기 위해 배를 타고 나선 것에서 유래했다고 전해진다. 그러나 대부분의 역사가들은 이 풍습이 실제로는 불운을 막기 위한 의식으로 훨씬 이전에 시작되었다는 데 동의한다. 한나라 시대부터 청나라 시대까지 중국의 황제는 점차 용과 밀접하게 동일시되었으며, 황제 자신들은 신성한 용의 화신이라고 주장했다. 결국 용은 황제에게 속한 옷, 집, 일상 용품에만 나타날 수 있었으며, 용의 이미지가 있는 일상 용품을 소유한 평민은 사형을 선고받았다. 1911년 마지막 중국 황제가 퇴위한 후 이러한 상황은 바뀌었고, 이제 많은 평범한 중국인들이 스스로를 용의 후손으로 여긴다.
한국, 베트남, 일본 등 다수의 아시아 국가에서 용에 대한 인상은 중국 문화의 영향을 받았다. 중국 전통은 항상 용 토템을 국장으로 사용해 왔으며, 청나라의 "황룡기"는 많은 유럽 국가에서 중국이 용이라는 인상에 영향을 미쳤다.

### 한국

고구려 고분군의 청룡 벽화.

한국의 용은 중국 용과 일본의 용과 같이 다른 동아시아 용과 여러 면에서 유사한 외모를 가지고 있다. 중국의 용과는 달리 더 긴 수염을 발달시켰다는 점에서 차이가 있다. 아주 가끔 용은 발톱이나 입에 여의주로 알려진 구슬을 가지고 있는 것으로 묘사되기도 한다. 여의주를 휘두를 수 있는 자는 전능함과 마음대로 창조할 수 있는 능력을 부여받는다고 했으며, 발톱이 네 개인 용(구슬을 잡을 엄지손가락이 있는 용)만이 이러한 구슬을 휘두를 만큼 현명하고 강력하다고 여겨졌고, 발톱이 세 개인 용은 그렇지 못하다고 했다. 중국과 마찬가지로 한국에서도 숫자 9는 중요하고 상서로운 숫자이며, 용은 등에 81(9×9)개의 비늘을 가지고 있어 양의 정수를 나타낸다고 한다. 한국 신화 속 용은 주로 물과 농업과 관련된 상서로운 존재이며, 종종 비와 구름을 가져오는 존재로 여겨진다. 따라서 많은 한국 용은 강, 호수, 바다 또는 깊은 산속 연못에 살았다고 전해진다. 그리고 수중 세계, 특히 용왕의 수중 궁전으로의 인간의 여행은 한국 민속에서 흔하다.
한국 신화에서는 용이 군주의 상징이었기 때문에 왕국을 세운 일부 왕들이 용의 후손으로 묘사되었다. 신라의 초대 왕비였던 알영부인은 계룡에게서 태어났다고 전해지며, 고려를 건국한 태조 왕건의 할머니는 서해용왕의 딸이었다고 한다. 그리고 문무왕은 죽기 전에 왕국을 보호하기 위해 동해의 용이 되기를 원했다. 용 문양은 왕실에서만 독점적으로 사용되었다. 왕의 옷은 또한 용포라고 불렸다. 조선 시대에는 용이 수놓인 왕실 문양이 곤룡포의 어깨, 가슴, 등에 부착되었다. 왕은 발톱이 다섯 개인 용 문양을 입었고, 왕세자는 발톱이 네 개인 용 문양을 입었다.
한국 민속 신화는 대부분의 용이 원래 이무기 또는 작은 용이었다고 말하며, 거대한 뱀과 비슷했다고 한다. 이무기가 무엇이며 어떻게 완전한 용이 되기를 열망하는지에 대해 설명하는 한국 민속의 몇 가지 다른 버전이 있다. 한국인들은 이무기가 하늘에서 떨어진 여의주를 잡으면 진정한 용, 용 또는 미르가 될 수 있다고 생각했다. 또 다른 설명은 이무기가 저주를 받아 용이 될 수 없었던, 용을 닮은 뿔 없는 생물이라고 말한다. 다른 설명에 따르면, 이무기는 완전한 용이 되기 위해 천년을 살아야 하는 원시 용이다. 어떤 경우든, 그들은 물이나 동굴에 사는 크고 상서로운 비단뱀과 같은 생물이며, 그들의 목격은 행운과 관련이 있다고 한다.

### 일본

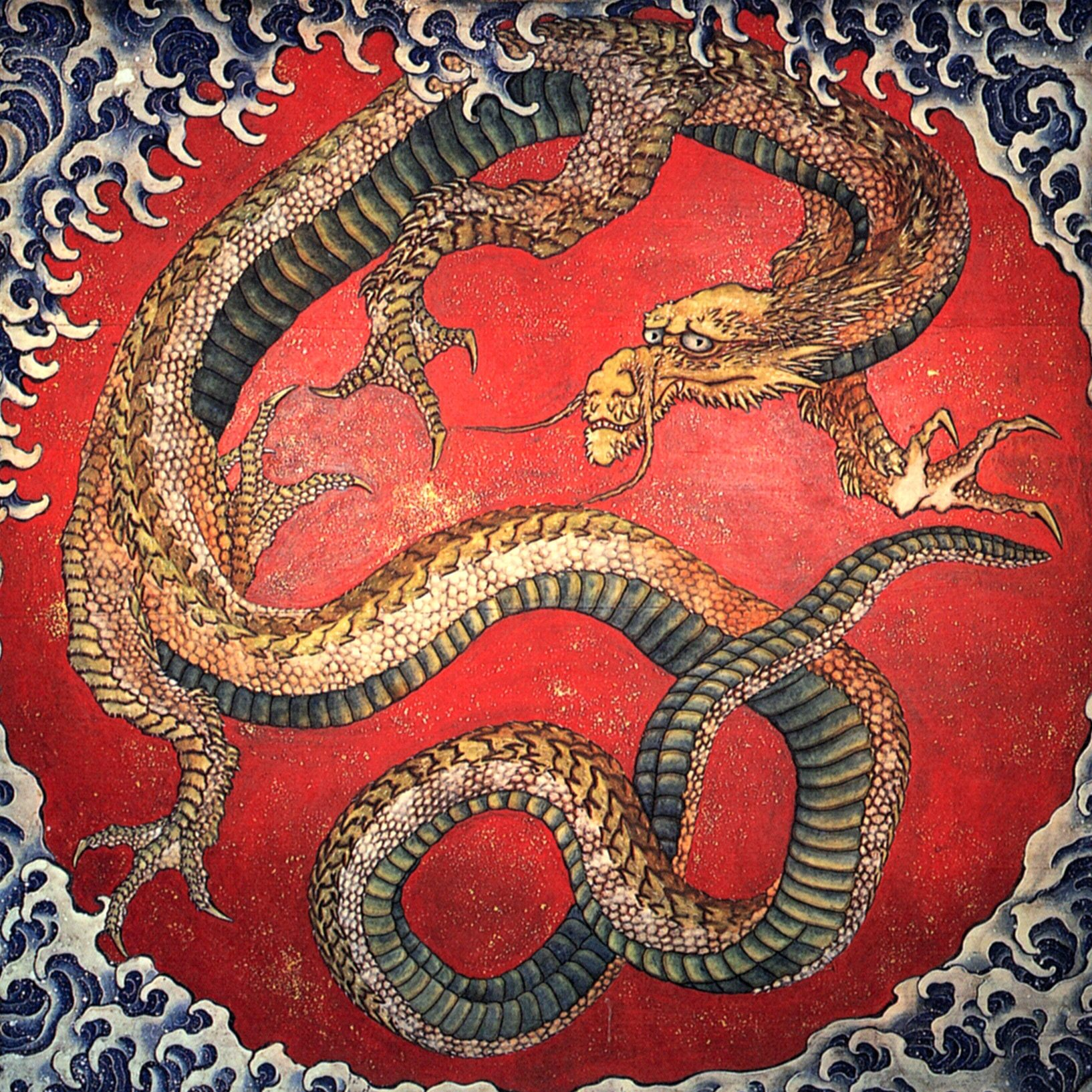
가쓰시카 호쿠사이의 일본의 용 그림 (c. 1730 – 1849)

일본 용 신화는 토착 전설과 중국에서 수입된 용에 대한 이야기를 융합한다. 다른 일부 용들과 마찬가지로, 대부분의 일본 용은 강우량 및 수역과 관련된 물의 신이며, 일반적으로 발톱이 있는 거대하고 날개 없는 뱀 같은 생물로 묘사된다. 굴드(1896:248)는 일본 용은 "항상 세 개의 발톱을 가진 것으로 그려진다"고 썼다. 미나모토노 미쓰나카라는 사무라이에 대한 이야기는 그가 셋쓰국 영토에서 사냥을 하던 중 나무 밑에서 잠이 들었는데, 아름다운 여인이 나타나 자신의 땅을 더럽히는 거대한 뱀으로부터 구해달라고 간청하는 꿈을 꾸었다고 전한다. 미쓰나카는 돕겠다고 동의했고, 처녀는 그에게 훌륭한 말을 주었다. 잠에서 깨어보니 해마가 그의 앞에 서 있었다. 그는 그것을 타고 스미요시 신사로 가서 8일 동안 기도했다. 그런 다음 그는 뱀과 맞서 화살로 죽였다.
용은 금속으로 달래거나 구마할 수 있다고 믿어졌다. 닛타 요시사다는 사가미국의 바다 용신을 달래기 위해 유명한 칼을 바다에 던졌다고 전해지며, 기노 쓰라유키도 같은 목적으로 스미요시 바다에 금속 거울을 던졌다. 일본 불교도 용을 불법에 종속시켜 용을 받아들였다. 일본 불교 신인 벤텐과 관음은 종종 용의 등에 앉거나 서 있는 모습으로 묘사된다. 여러 일본 선인("불사자")은 용을 자신의 탈것으로 삼았다. 보모(Bômô)는 자신의 지팡이를 웅덩이에 던져 용이 나타나 그를 타고 하늘로 가게 했다고 전해진다. 라칸 한다카(Handaka)는 그릇에서 용을 불러낼 수 있었다고 하며, 그는 종종 카가미부타(kagamibuta)에서 용과 노는 모습으로 그려진다. 샤치호코는 용의 머리, 덤불 같은 꼬리, 물고기 같은 비늘, 그리고 때로는 겨드랑이에서 불을 내뿜는 생물이다. 푼(fun)은 용의 머리, 깃털 달린 날개, 새의 꼬리와 발톱을 가지고 있다. 야마시로국의 연못에는 흰 용이 살았다고 믿어졌으며, 50년마다 오곤초(Ogonchô)라는 새가 되어 "들개의 울부짖음"과 같은 소리를 냈다고 한다. 이 사건은 끔찍한 기근을 예고한다고 믿어졌다. 에도 근처의 일본 오쿠무라 마을에서는 가뭄 때 마을 사람들이 짚, 목련속 잎, 대나무로 용 인형을 만들어 마을을 행진하며 비를 불렀다.

### 베트남

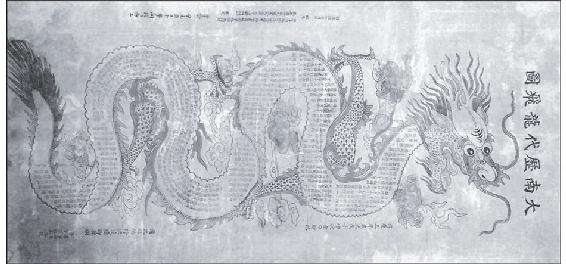
민망 황제 시대 대남의 양식화된 지도

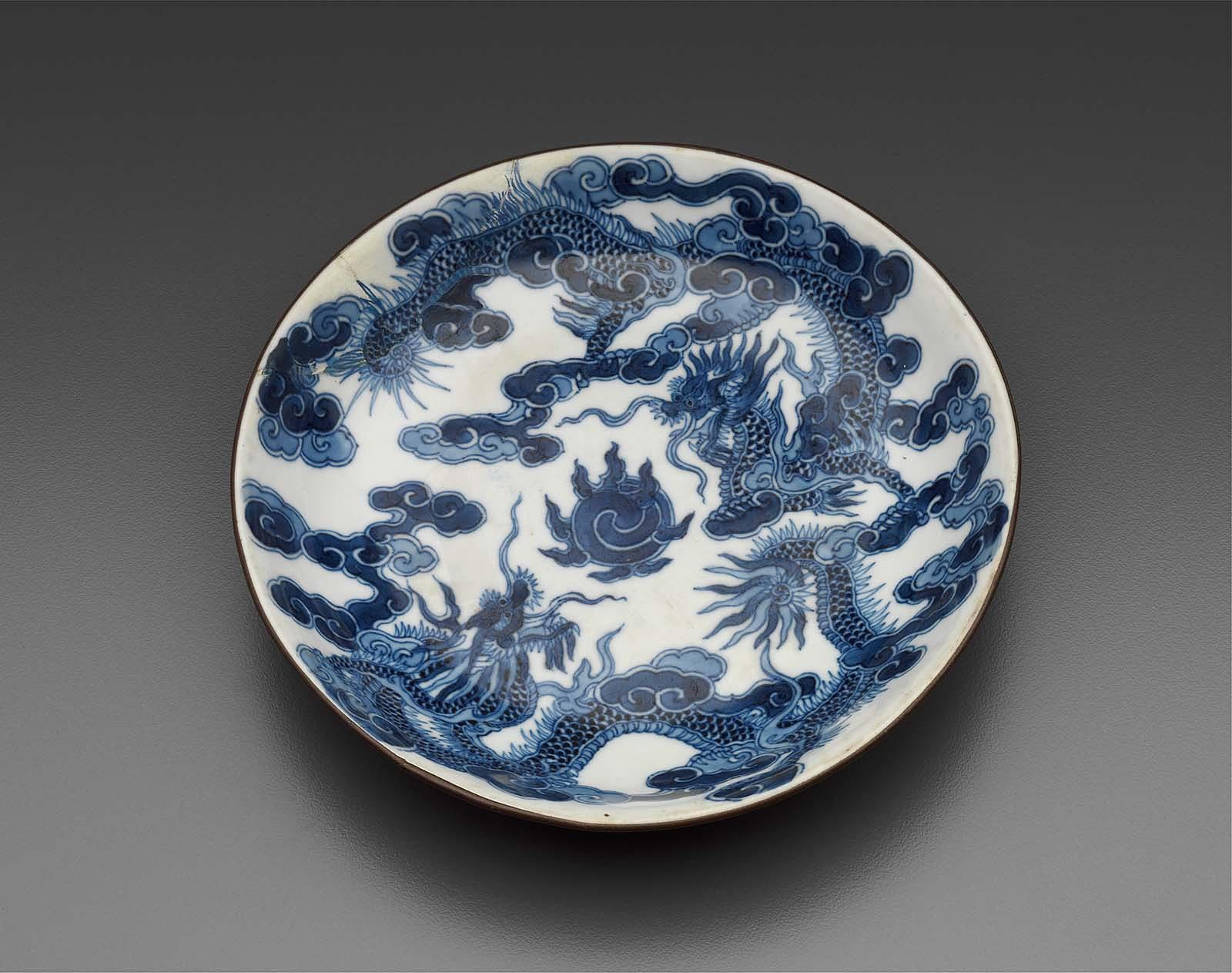
레 왕조 부흥기 찐조아인 왕조 때의 도자기 접시에 그려진 용

베트남 용(베트남어: rồng)은 종종 신성한 상징으로 사용되었고 왕족과 연관된 신화적 생물이었다. 다른 문화권과 유사하게, 베트남 문화의 용은 양(陽)과 창조 및 생명과 관련된 신성한 존재를 나타낸다. 비엣족의 창조 신화에서 그들은 용군주 락롱꾸언과 선녀 아우 꺼의 후손이며, 그들은 100개의 알을 낳았다. 그들이 헤어졌을 때, 락롱꾸언은 50명의 아이들을 바다로 데려갔고 아우 꺼는 나머지를 산으로 데려갔다. 오늘날까지 베트남 사람들은 자신들을 "용의 자손, 선녀의 손자" (Con rồng cháu tiên)라고 묘사한다.

## 남아시아

### 인도

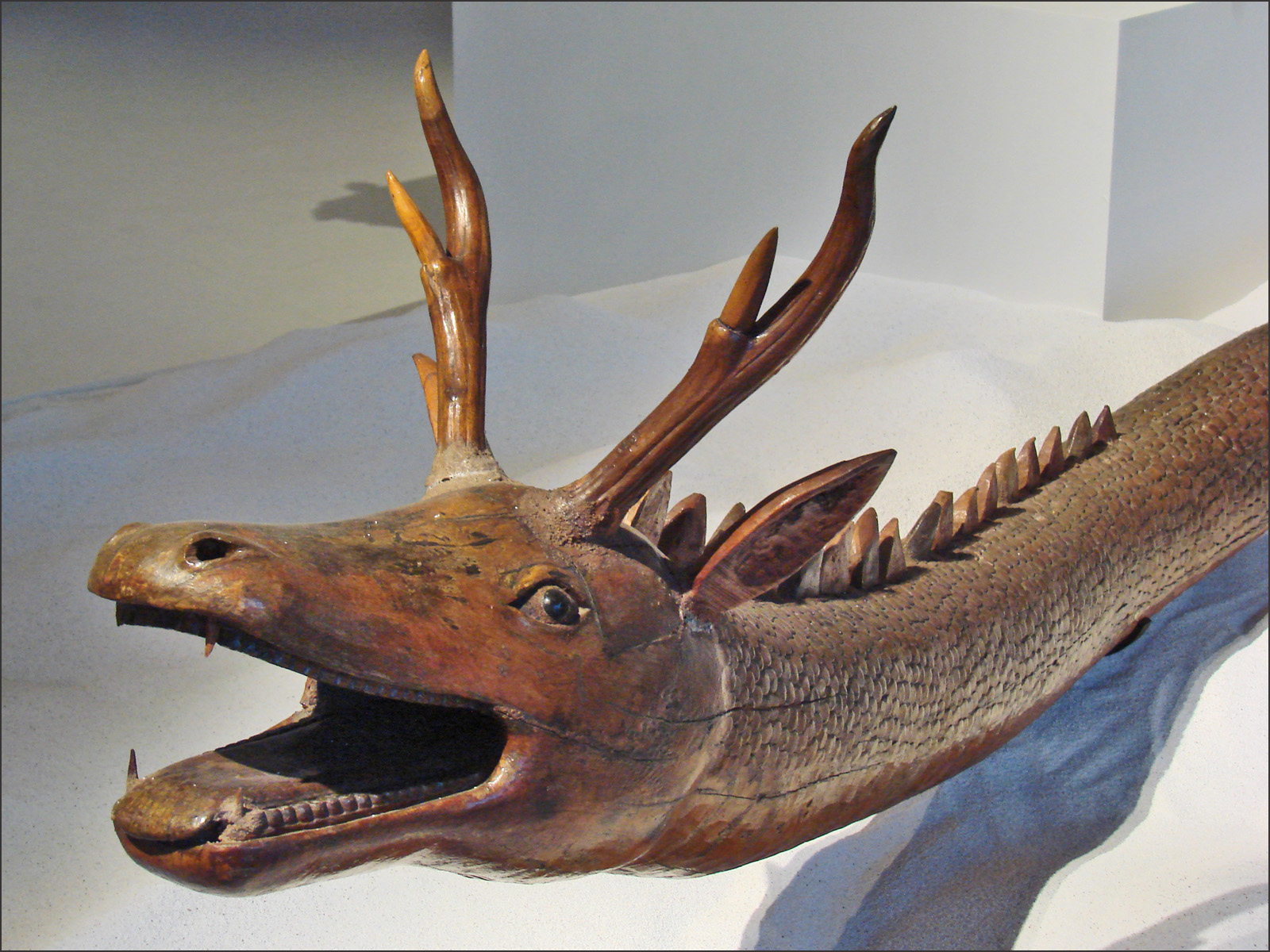
인도 마니푸르주의 악기에 묘사된 용신 파캉바의 머리

리그베다는 네 베다 중 가장 오래된 것으로, 폭풍의 베다 신 인드라는 가뭄을 상징하는 거대한 뱀인 브리트라와 싸운다. 인드라는 자신의 바즈라 (천둥 번개)를 사용하여 브리트라를 죽이고 비가 내릴 길을 열어주는데, 이는 소의 형태로 묘사된다: "그대는 소를 얻었노라, 영웅이여, 그대는 소마를 얻었노라, / 그대는 일곱 줄기의 물을 흐르게 하였노라" (리그베다 1.32.12). 또 다른 리그베다 전설에서는 트바슈트리의 아들인 세 머리 뱀 비슈바루파가 소와 말의 재물을 지킨다. 인드라는 비슈바루파를 트리타 아프티아라는 신에게 넘겨주고, 트리타는 그와 싸워 죽이고 소를 풀어준다. 인드라는 비슈바루파의 머리를 자르고 트리타를 위해 소를 집으로 몰고 간다. 이 동일한 이야기는 아베스타에서도 언급되는데, 여기서는 아프티아의 아들인 영웅 트라에타오나가 세 머리 용 아지 다하카를 죽이고 그의 두 아름다운 아내를 전리품으로 취한다. 트라에타오나의 이름(세 번째 물의 손자라는 뜻)은 아지 다하카가 브리트라처럼 물을 막고 가뭄을 일으키는 존재로 여겨졌음을 나타낸다.

### 부탄
드루크(종카어: འབྲུག་), 또는 '천둥 용'은 부탄의 국가 상징 중 하나이다. 종카어로 부탄은 드루크 율 "천둥 용의 땅"으로 알려져 있으며, 부탄의 지도자들은 드루크걀포로 불린다. 드루크는 티베트에서 시작되어 나중에 부탄으로 퍼진 드룩파 카규에 의해 엠블렘으로 채택되었다.

## 유럽

### 원시 인도유럽어족
영웅이 거대한 뱀을 죽이는 이야기는 거의 모든 인도유럽 신화에 나타난다. 대부분의 이야기에서 영웅은 어떤 종류의 천둥신이다. 거의 모든 이야기에서 뱀은 항상 여러 머리를 가졌거나 다른 방식으로 "다중"이다. 또한, 거의 모든 이야기에서 뱀은 항상 어떤 식으로든 물과 관련이 있다. 브루스 링컨은 원시 인도유럽어족의 용 살해 신화가 다음과 같이 재구성될 수 있다고 제안했다. 첫째, 하늘 신들이 *트리토스(Tritos)라는 남자에게 소를 주는데, 그는 지구상의 세 번째 남자이기 때문에 그렇게 명명되었다. 그러나 삼두뱀인 응위(Ngʷhi)가 그 소들을 훔친다. *트리토스는 뱀을 추격하고, 그의 이름이 "남자"를 의미하는 *하나르(Hanér)가 동반한다. 함께 두 영웅은 뱀을 죽이고 소를 구출한다.

### 고대 그리스

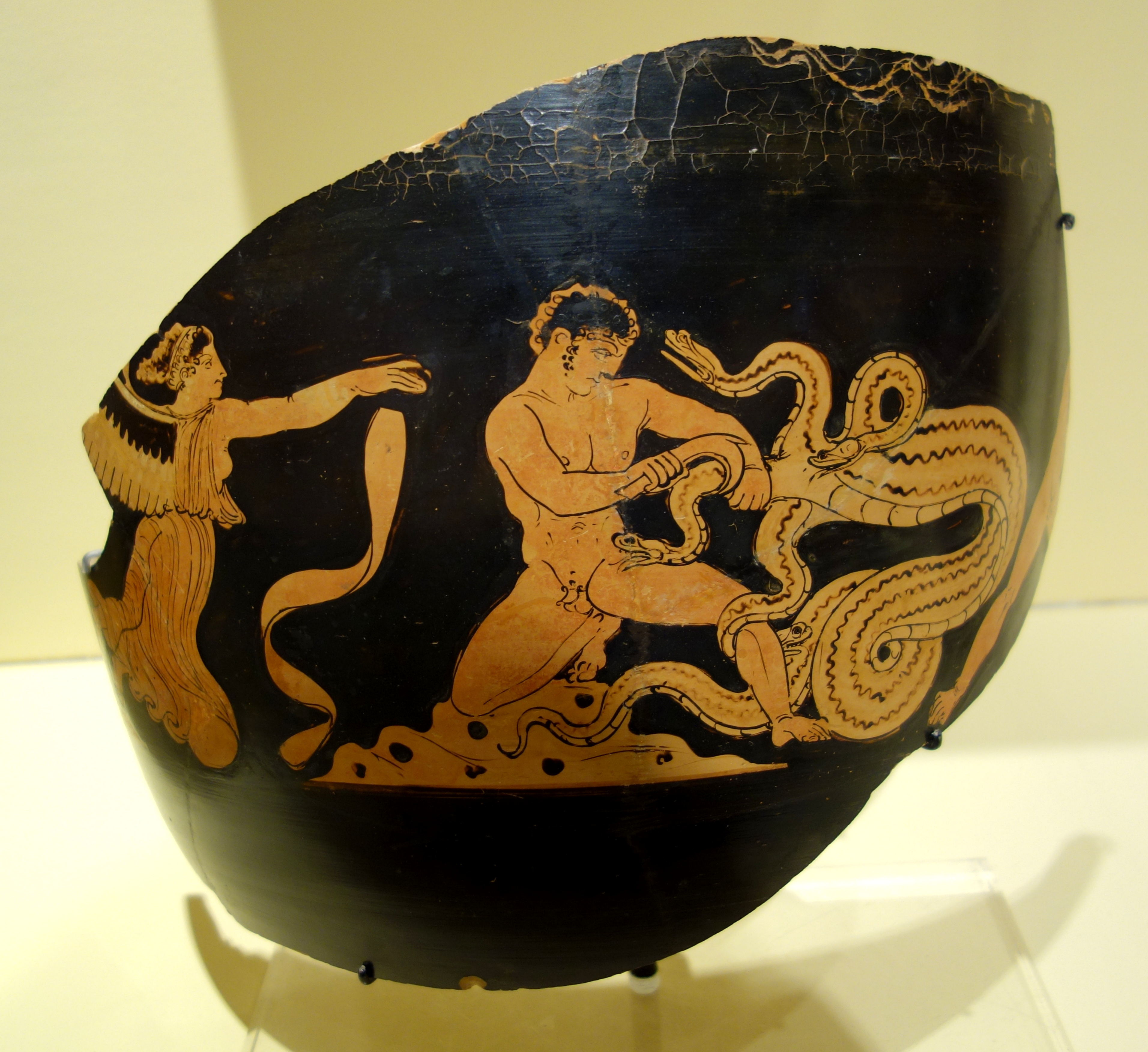
기원전 375~340년경 헤라클레스가 레르나이아 히드라를 죽이는 모습을 묘사한 그리스 적색 형상 도자기 화병.

"용"으로 주로 번역되는 고대 그리스어 드라콘(그리스어: δράκων drákōn, 속격 그리스어: δράκοντοϛ drákontos)은 "뱀"을 의미하기도 했지만, 일반적으로 초자연적인 특성을 가지고 있거나 어떤 초자연적인 힘에 의해 통제되는 일종의 거대한 뱀을 지칭한다. 고대 그리스 문학에서 "용"에 대한 첫 언급은 일리아스에 나오는데, 아가멤논이 검 벨트에 파란색 용 문양과 가슴 보호대에 삼두룡의 엠블럼을 가지고 있는 것으로 묘사된다. 기원전 7세기 보이오티아현 시인 헤시오도스가 쓴 그리스 시 신통기의 820-880행에서 그리스 신 제우스는 백 개의 뱀 머리를 가진 괴물 티폰과 싸우는데, 티폰은 불을 뿜고 무서운 동물 소리를 많이 낸다. 제우스는 자신의 번개로 티폰의 모든 머리를 태운 다음 티폰을 타르타로스로 던져버린다. 다른 그리스 문헌에서 티폰은 종종 날개 달린 불 뿜는 뱀과 같은 용으로 묘사된다. 호메로스 아폴론 찬가에서 신 아폴론은 델포이 주변에서 죽음과 역병을 일으키고 있는 뱀 피톤을 독화살로 죽인다. 아폴론은 그곳에 자신의 신전을 세운다.
로마 시인 베르길리우스는 그의 시 모기 163-201행에서 Appendix Vergiliana: Culex, 거대한 수축하는 뱀과 싸우는 목동을 묘사하면서 그것을 "serpens"이자 "draco"라고 부르는데, 이는 그의 시대에 두 단어가 아마도 상호 교환적으로 사용될 수 있었음을 보여준다.

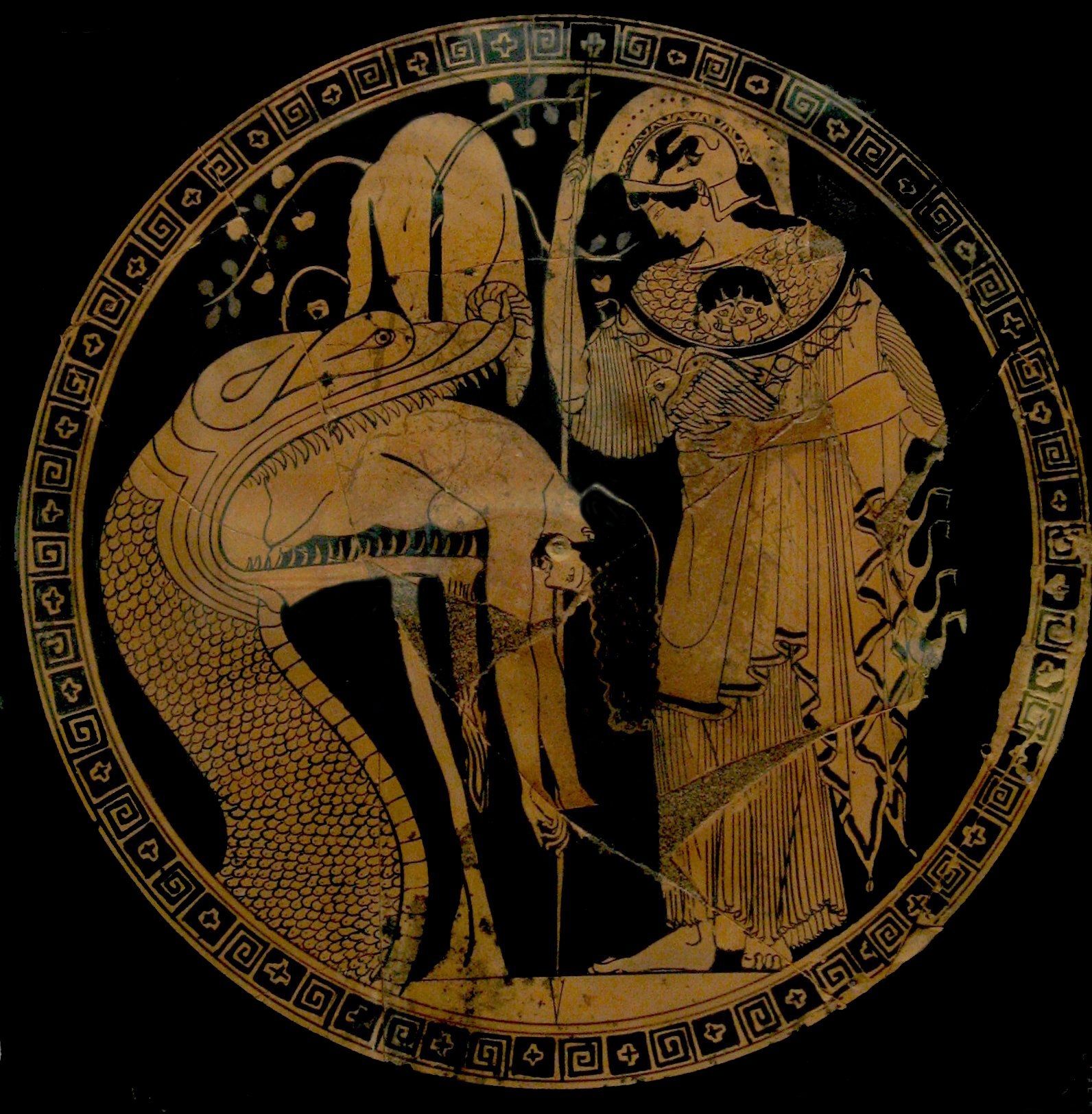
기원전 c. 480–470년경의 아티카 붉은 인물 키릭스 그림으로, 아테나가 콜키스 용이 영웅 이아손을 토해내는 것을 지켜보는 모습

헤시오도스는 또한 영웅 헤라클레스가 레르나의 늪에 살았던 여러 머리 뱀 레르나이아 히드라를 죽였다고 언급한다. "히드라"라는 이름은 그리스어로 "물뱀"을 의미한다. 비블리오테케 (위 아폴로도로스)에 따르면, 히드라 살해는 헤라클레스의 12과업 중 두 번째 과업이었다. 헤라클레스가 히드라를 죽이는 데 사용한 무기에 대해서는 의견이 일치하지 않지만, 기원전 6세기 말까지는 다시 자라는 것을 막기 위해 곤봉으로 치거나 잘린 머리를 지져야 한다는 데 동의했다. 헤라클레스는 이 임무에서 조카 이올라오스의 도움을 받았다. 전투 중에 거대한 게가 늪에서 기어 나와 헤라클레스의 발을 물었지만, 그는 발뒤꿈치로 게를 짓밟았다. 헤라는 그 게를 하늘의 게자리로 놓았다. 히드라의 머리 중 하나는 불멸이었으므로 헤라클레스는 그것을 자른 후 무거운 바위 밑에 묻었다. 11번째 과업으로 헤라클레스는 헤스페리데스의 정원에 있는 나무에서 황금사과를 가져와야 하는데, 이 나무는 잠들지 않는 거대한 뱀이 지키고 있었다. 위 아폴로도로스는 이 뱀을 "라돈"이라고 부른다. 초기 묘사에서 라돈은 종종 많은 머리를 가진 것으로 그려진다. 위 아폴로도로스의 기록에서 라돈은 불멸이지만, 소포클레스와 에우리피데스는 모두 헤라클레스가 그를 죽였다고 묘사하지만, 둘 다 구체적인 방법은 명시하지 않는다. 일부는 황금 사과가 라돈과의 전투를 통해 획득된 것이 아니라 헤라클레스가 헤스페리데스를 매혹시켜 얻은 것이라고 주장한다. 신화학자 헤로도로스는 헤라클레스가 자신의 유명한 곤봉으로 그를 죽였다고 처음으로 언급했다. 로도스의 아폴로니오스는 그의 서사시 아르고나우티카에서 라돈이 히드라의 피에 담근 독화살에 맞아 죽었다고 묘사한다.
핀다로스의 네 번째 피티아 오드에서 콜키스의 아이에테스는 영웅 이아손에게 그가 찾고 있는 황금 양모가 "폭과 길이가 50노 젓는 배를 능가하는" 용이 지키고 있는 덤불 숲에 있다고 말한다. 이아손은 용을 죽이고 공범인 아이에테스의 딸 메데이아와 함께 황금 양모를 가지고 도망친다. 이 이야기의 가장 초기의 예술적 표현은 기원전 c. 480–470년으로 추정되는 아티카 붉은 인물 킬릭스로, 지쳐 보이는 이아손이 용의 벌어진 입에서 토해져 나오는 모습이 그려져 있으며, 그의 뒤에는 황금 양모가 나무에 걸려 있고 지혜의 여신 아테나가 지켜보고 있다. 아테네의 페레키데스의 파편은 이아손이 용을 죽였다고 말하지만, 나우팍티카와 헤로도로스의 파편은 그가 단순히 양모를 훔쳐 도망쳤다고 말한다. 에우리피데스의 메데이아에서 메데이아는 자신이 콜키스 용을 직접 죽였다고 자랑한다. 연극의 마지막 장면에서 메데이아는 또한 두 마리의 용이 끄는 전차를 타고 날아간다. 로도스의 아폴로니오스의 아르고나우티카에 나오는 가장 유명한 이야기 재해석에서는 메데이아가 용을 잠들게 하는 약을 먹여 이아손이 양모를 훔칠 수 있게 한다. 그리스 화병 그림에서는 그녀가 피알레 또는 얕은 잔에서 액체 형태의 수면제를 용에게 먹이는 모습이 나온다.

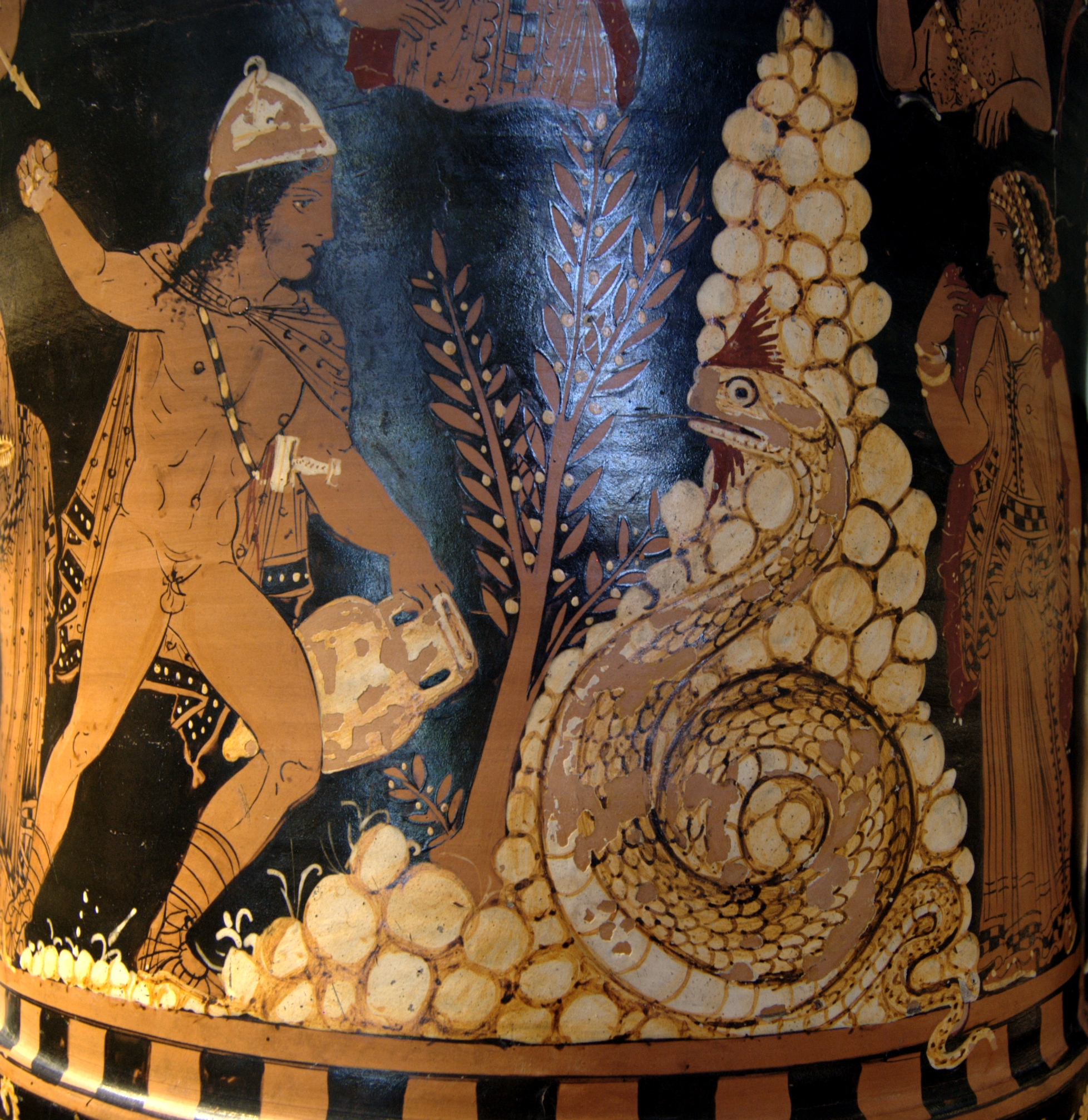
파에스툼 붉은 인물 킬릭스-크라테르 (c. 350–340 BC)로, 카드모스가 아레스의 용과 싸우는 모습

테베의 건국 신화에서 페니키아의 왕자 카드모스는 아폴론으로부터 암송아지를 따라가 그 암송아지가 눕는 곳에 도시를 세우라는 지시를 받았다. 카드모스와 그의 부하들은 암송아지를 따라갔고, 암송아지가 눕자 카드모스는 아테나에게 암송아지를 희생 제물로 바치기 위해 우물을 찾으라고 부하들에게 명령했다. 그의 부하들은 우물을 찾았지만, 그곳은 신 아레스가 놓아둔 용에 의해 지켜지고 있었고, 그 용은 그들을 죽였다. 카드모스는 복수를 위해 용을 죽였다. 바위로 용의 머리를 부수거나 검을 사용해서였다. 아테나의 조언에 따라 카드모스는 용의 이빨을 뽑아 땅에 심었다. 식물처럼 이빨에서 거대한 전사 군단(용아병, "심어진 자"를 의미)이 자라났다. 카드모스는 그들 한가운데에 돌을 던져 그들이 서로 죽이게 했고, 결국 다섯 명만 남았다. 아레스의 용을 죽인 것에 대한 보상으로 카드모스는 8년 동안 아레스의 노예로 봉사해야 했다. 이 기간이 끝난 후 카드모스는 아레스와 아프로디테의 딸인 하르모니아와 결혼했다. 카드모스와 하르모니아는 일리리아로 이주하여 왕과 왕비로 통치하다가 결국 자신들도 용으로 변했다.
기원전 5세기, 그리스 역사가 헤로도토스는 그의 역사 4권에서 서부 리비아에 괴물 뱀이 살았다고 보고했으며, 3권에서는 아라비아에 작고 날개 달린 뱀들이 많이 살았다고 언급한다. 이 뱀들은 다양한 색깔을 가지고 있었고 유향을 생산하는 나무를 좋아했다고 한다. 헤로도토스는 뱀의 날개가 박쥐의 날개와 같았으며, 모든 땅에서 발견되는 독사와 달리 날개 달린 뱀은 아라비아에서만 발견된다고 말한다. 기원전 2세기 그리스 천문학자 히파르코스 (c. 190 BC – c. 120 BC)는 용자리("용")를 46개의 별자리 중 하나로 열거했다. 히파르코스는 이 별자리에 15개의 별이 포함되어 있다고 묘사했지만, 후대의 천문학자 클라우디오스 프톨레마이오스 (c. 100 – c. 170 AD)는 그의 알마게스트에서 이 숫자를 31개로 늘렸다.
신약성경에서 파트모스의 요한이 쓴 요한계시록 12장 3절은 일곱 머리, 열 뿔, 일곱 면류관, 그리고 거대한 꼬리를 가진 큰 붉은 용의 환상을 묘사하는데, 이 이미지는 다니엘서에 나오는 바다에서 나온 네 짐승과 구약 성경의 여러 구절에 묘사된 레비아탄의 환상에서 분명히 영감을 받은 것이다. 큰 붉은 용은 "해의 삼분의 일 ... 달의 삼분의 일, 별의 삼분의 일"을 하늘에서 떨어뜨리고 묵시록의 여인을 쫓는다. 요한계시록 12장 7-9절은 다음과 같이 선언한다: "하늘에 전쟁이 있었다. 미가엘과 그의 천사들이 용과 싸웠다. 용과 그의 천사들도 싸웠으나, 그들은 패배하였고 하늘에는 더 이상 그들을 위한 자리가 없었다. 큰 용, 곧 옛 뱀, 마귀라고도 하고 사탄이라고도 하며 온 세상을 미혹하는 자가 땅으로 내던져졌고 그의 천사들도 그와 함께 내던져졌다." 그리고 하늘에서 "고발자"(호 칸테고르)의 패배를 알리는 목소리가 크게 울려 퍼진다.
217년, 플라비우스 필로스트라토스는 티아나의 아폴로니오스 (II,17 and III,6–8)에서 인도의 용(δράκων, drákōn)에 대해 논했다. 뢰브 고전 도서관 번역본(F.C. Conybeare)에는 (III,7) "대부분의 면에서 엄니는 가장 큰 돼지의 엄니와 비슷하지만, 더 가늘고 뒤틀려 있으며, 상어 이빨처럼 마모되지 않은 끝을 가지고 있다."라고 언급되어 있다. 클라우디우스 아일리아누스의 동물에 관하여(On Animals)라는 책 모음에 따르면, 아이티오피아에는 코끼리를 사냥하고 가장 오래 사는 동물만큼 오래 살 수 있으며 길이가 55m에 달하는 용 종족이 살았다고 한다. 4세기에 케사리아의 바실리오스는 그의 젊은이들에게 그리스 문학에 관한 연설(Address to Young Men on Greek Literature) 9장에서 보물과 재물을 지키는 신화 속 용들을 언급한다.

### 게르만

c. 1030년의 람순드 조각 그림으로, 스웨덴의 바위에 새겨진 볼숭 일족의 사가를 묘사한다. (5)에서 시구르드는 파프니르의 아랫배에 검을 꽂는다.

고 에다에 수록된 고대 노르드어 시 그림니르가 말하기를에서는 용 니드호그가 세계수 위그드라실의 뿌리를 갉아먹는 것으로 묘사된다. 노르드 신화에서 요르문간드는 미드가르드 전체를 둘러싸는 거대한 뱀이다. 13세기 아이슬란드 신화학자 스노리 스투를루손이 쓴 신 에다의 귈피의 속임수에 따르면, 노르드 천둥신 토르는 어느 날 거인 히미르(Hymnir)와 함께 배를 타고 바깥 바다로 나가 소 머리를 미끼로 사용하여 요르문간드를 낚았다. 토르는 뱀을 잡고, 머리를 물 밖으로 끌어낸 후 자신의 망치 묠니르로 때려 부쉈다. 스노리는 그 타격이 치명적이지 않았다고 말한다: "사람들은 그가 바다 바닥에서 머리를 잘랐다고 말하지만, 진실을 말하자면 미드가르드 뱀은 여전히 살아 있고 주변 바다에 누워 있다고 생각한다."
고대 영어 서사시 베오울프의 끝부분에서, 노예가 잠자는 용의 보물에서 잔을 훔치고, 그로 인해 용이 깨어나 시골을 파괴하며 날뛴다. 베오울프는 비록 나이가 많음에도 불구하고 용과 홀로 맞서겠다고 고집하지만, 베오울프가 데려온 열두 전사 중 가장 어린 위글라프는 자신의 왕을 따라 전투에 나서겠다고 주장한다. 전투 중에 베오울프의 검은 부러지고 그는 치명상을 입지만, 위글라프가 그를 구하러 와서 용을 죽이는 것을 돕는다. 베오울프는 죽고 위글라프에게 용의 보물은 겁쟁이 전사들과 나누지 말고 묻어야 한다고 말한다.
고대 노르드어 볼숭 일족의 사가에서 영웅 시구르드는 용 파프니르가 사는 동굴과 물을 마시는 샘물 사이에 구덩이를 파서 파프니르를 잡고 배 밑을 찔러 죽인다. 오딘의 조언에 따라 시구르드는 파프니르의 피를 뽑아 마시는데, 이는 그에게 새들의 언어를 이해하는 능력을 부여하고, 새들이 그의 스승 레긴이 파프니르의 모든 보물을 차지하기 위해 그를 배신할 계획을 세우고 있다는 이야기를 듣는다. 잠자는 용을 몰래 지나쳐 보물을 훔치려는 영웅의 모티프는 많은 고대 노르드어 사가에서 흔하다. 14세기 플로레스 사가 코눙스 옥 소나 한스(Flóres saga konungs ok sona hans)는 잠자는 용을 몰래 지나칠 때 깨우지 않으려고 적극적으로 신경 쓰는 영웅을 묘사한다. 잉바르스 사가 비드푀를라(Yngvars saga víðförla)에서 주인공은 여러 잠자는 용들로부터 보물을 훔치려 하지만, 실수로 그들을 깨운다.

### 후기 고전 시대

웨일스 용(Y Ddraig Goch).

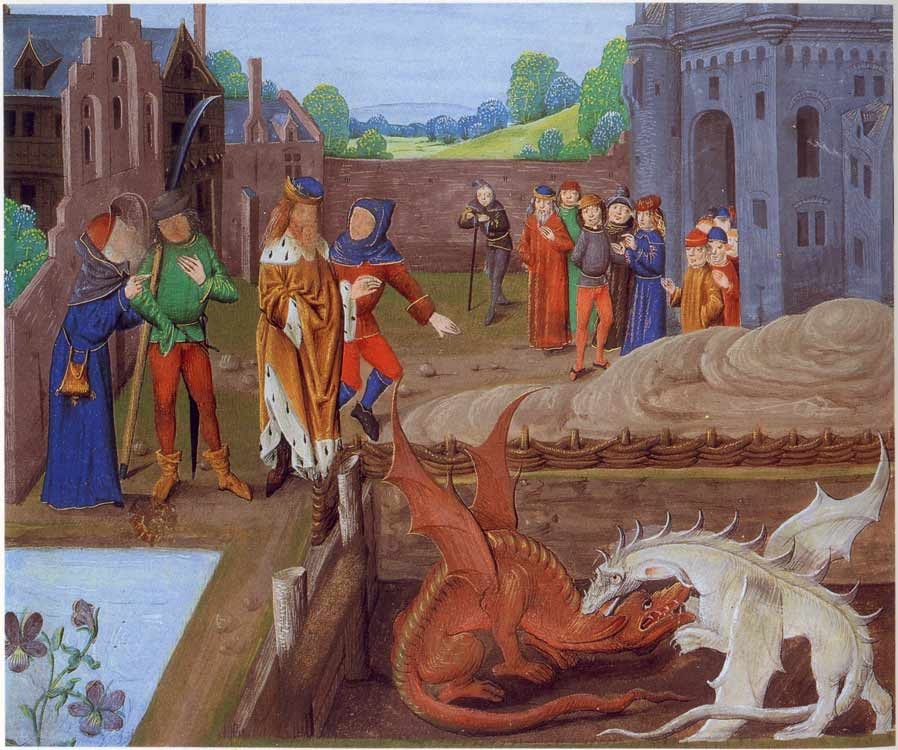
15세기 필사본 삽화로 몬머스의 제프리의 브리타니아 열왕사에 나오는 붉은 용과 흰 용의 전투.

현대의 서양 용 이미지는 서유럽에서 중세 시대에 고전 그리스-로마 문학의 뱀 같은 용, 성경에 보존된 근동 용에 대한 언급, 그리고 서유럽 민간 전통의 조합을 통해 발전했다. 11세기에서 13세기 사이는 살아있는 생물로서의 용에 대한 유럽의 관심이 최고조에 달했던 시기이다. 12세기 웨일스 수도사 몬머스의 제프리는 그의 브리타니아 열왕사에서 어린 예언자 멀린이 로마-켈트족 군벌 보티건이 앵글로색슨족으로부터 안전하게 지내기 위해 스노든산에 탑을 지으려 시도하지만, 탑이 계속 땅속으로 가라앉는 것을 목격하는 유명한 전설을 이야기한다. 멀린은 보티건에게 그가 지은 기초 아래에 두 마리의 용이 잠들어 있는 연못이 있다고 알려준다. 보티건은 연못의 물을 빼라고 명령했고, 적룡과 백룡이 드러나자마자 싸움을 시작했다. 멀린은 백룡이 적룡을 이겨 영국이 웨일스를 정복할 것을 상징하지만, 결국 적룡이 돌아와 백룡을 물리칠 것이라고 예언한다. 이 이야기는 15세기 내내 인기를 유지했다.
용은 일반적으로 강에 살거나 지하의 굴이나 동굴에 사는 것으로 묘사된다. 그들은 탐욕스럽고 게걸스러우며, 엄청난 식욕을 가진 것으로 상상된다. 그들은 종종 요한의 묵시록에서 사탄을 "용"으로 언급한 것 때문에 사탄과 동일시된다. 라틴어로 쓰인 13세기의 황금 전설은 성녀 마르가리타의 이야기를 기록하고 있다. 그녀는 디오클레티아누스 박해에서 자신의 신앙 때문에 고문당하고 감방에 다시 던져진 후, 괴물 같은 용과 맞닥뜨렸다고 전해지지만, 그녀가 십자성호를 긋자 용이 사라졌다. 이야기의 일부 버전에서는 그녀가 실제로 용에게 산 채로 삼켜진 후 용의 뱃속에서 십자성호를 긋고 무사히 나왔다.

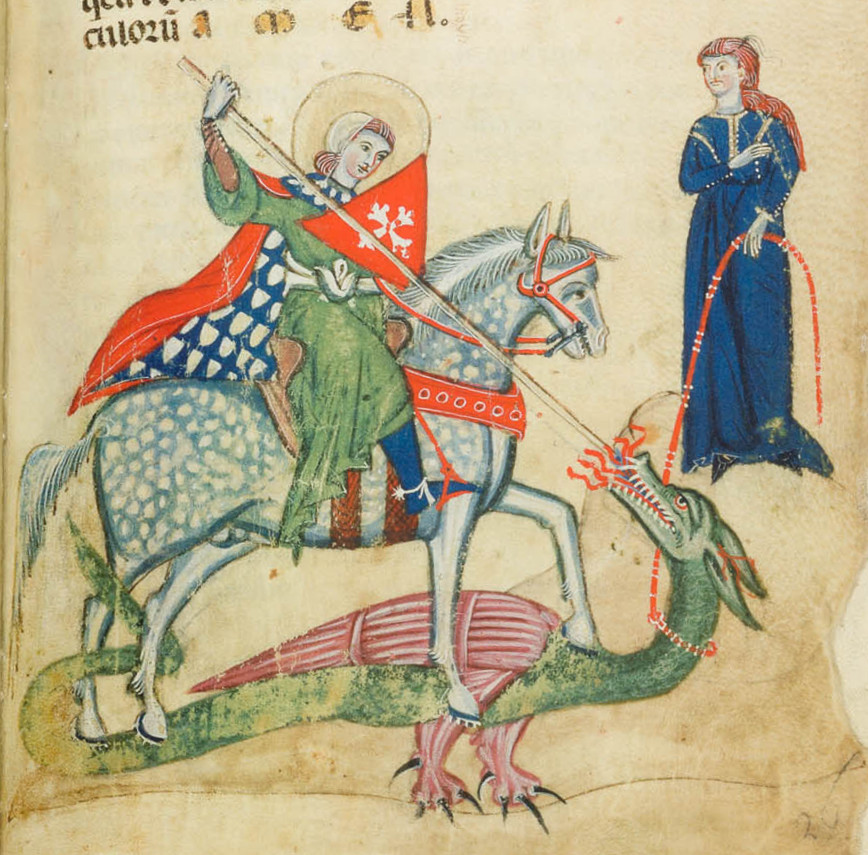
베로나의 필사본 삽화로, c. 1270년경으로 추정되는 성 게오르기우스와 용이 용을 죽이는 모습.

성 게오르기우스와 용의 전설은 일찍이 서기 6세기부터 언급되었을 수 있지만, 가장 초기의 예술적 표현은 11세기부터 나오며, 최초의 완전한 이야기는 11세기 조지아어 문헌에서 나온다. 황금 전설에 나오는 가장 유명한 이야기 버전은 고대 리비아의 실레네 마을에서 용이 계속해서 양을 약탈했다는 내용이다. 용이 어린 목동을 잡아먹은 후, 사람들은 용이 사는 호수 옆에 매일 아침 양 두 마리를 희생 제물로 바쳐 용을 달래야 했다. 결국 용은 모든 양을 잡아먹었고, 사람들은 자신들의 자녀를 제물로 바치기 시작해야 했다. 어느 날, 왕의 딸이 제비뽑기에서 나왔고, 왕이 그녀의 목숨을 애원했음에도 불구하고, 그녀는 신부처럼 옷을 입고 호수 옆 바위에 쇠사슬로 묶여 먹히기 위해 놓였다. 그때 성 게오르기우스가 도착하여 공주를 보았다. 용이 그녀를 잡아먹으러 왔을 때, 그는 창으로 용을 찌르고 십자성호를 그으며 공주의 거들을 용의 목에 묶어 제압했다. 성 게오르기우스와 공주는 이제 온순해진 용을 마을로 이끌었고, 게오르기우스는 마을 사람들이 기독교로 개종하면 용을 죽이겠다고 약속했다. 모든 마을 사람들이 개종했고, 성 게오르기우스는 자신의 검으로 용을 죽였다. 일부 버전에서는 성 게오르기우스가 공주와 결혼하지만, 다른 버전에서는 그가 계속 방황한다.

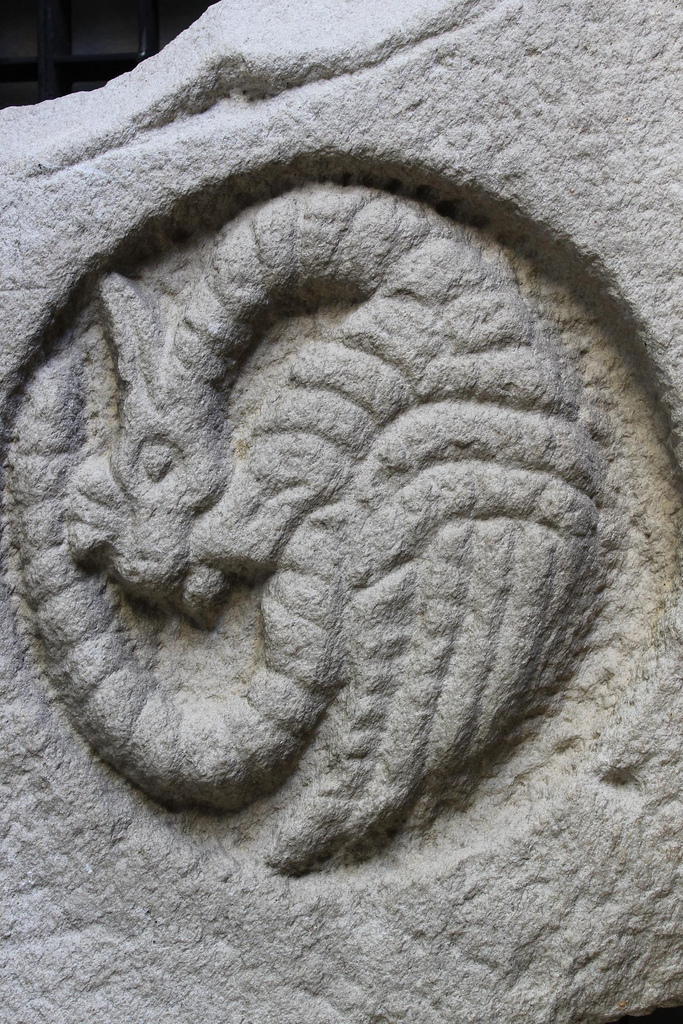
화강암 부조의 용 (14세기). 산 안톤 박물관 (라코루냐, 갈리시아주).

용은 스페인의 신화와 전설에서 잘 알려져 있는데, 이는 성 게오르기우스 (카탈루냐어 Sant Jordi)가 카탈루냐의 수호성인이기 때문이다. 대부분의 신화 속 파충류와 마찬가지로, 카탈루냐 용(카탈루냐어 drac)은 네 다리와 한 쌍의 날개를 가진 거대한 뱀 같은 생물이거나, 드물게는 한 쌍의 날개를 가진 두 다리 생물인 와이번이다. 전 세계 다른 많은 지역과 마찬가지로, 용의 얼굴은 사자나 황소와 같은 다른 동물의 얼굴을 닮았을 수 있다. 다른 곳과 마찬가지로, 카탈루냐 용은 불을 뿜으며, 용의 불은 모든 것을 집어삼킨다. 카탈루냐 용은 또한 역겨운 냄새를 뿜어내어 닿는 모든 것을 썩게 만들 수 있다.
이무깃돌은 때때로 용을 닮은 조각된 석상으로, 원래 건물에서 물받이 역할을 했다. 중세 이무깃돌의 선구자는 고대 그리스와 이집트 신전에서 찾을 수 있지만, 중세 동안 그들을 설명하기 위한 많은 환상적인 이야기들이 만들어졌다. 한 중세 프랑스 전설에 따르면, 고대에 센강에서 홍수를 일으키고 배를 침몰시키는 라 가르구유라는 무서운 용이 있었으므로, 루앙 사람들은 매년 한 번씩 용의 굶주림을 달래기 위해 용에게 인신공양을 바쳤다고 한다. 그러다 서기 600년경, 루앙의 로마누스라는 사제가 사람들이 교회를 지으면 용으로부터 그들을 구해줄 것이라고 약속했다. 로마누스는 용을 죽였고, 잘린 용의 머리는 최초의 이무깃돌로서 도시 성벽에 걸렸다.
용은 중세 문장학에서 두드러진다. 우서 펜드래건은 왕실 문장에 붉은 왕관을 쓴 두 마리의 황금 용이 등을 맞대고 서 있는 것으로 유명하다. 원래 문장학의 용은 다리 수가 다양할 수 있었지만, 중세 후기에는 동물 도감의 광범위한 확산으로 인해 문장학은 "용"(다리가 정확히 네 개만 있을 수 있음)과 "와이번"(다리가 정확히 두 개만 있을 수 있음)을 구분하기 시작했다. 신화에서 와이번은 잔인함, 질투, 역병과 관련이 있지만, 문장학에서는 사탄과 그의 악마 세력의 폭정을 전복하는 상징으로 사용된다. 중세 후기 문장학은 또한 "코카트리스"로 알려진 용 같은 생물을 구별했다. 코카트리스는 수탉이 똥더미에 낳은 알을 뱀이 부화시킬 때 태어난다고 여겨지며, 그 숨결과 시선은 족제비를 제외한 모든 생물에게 치명적이라고 한다. 족제비는 코카트리스의 숙적이다. 바실리스크는 꼬리 끝에 용의 머리가 달린 뱀으로, 9년 묵은 코카트리스가 퇴비 더미에 낳은 알을 두꺼비가 부화시킬 때 태어난다. 코카트리스처럼 그 시선은 치명적이라고 한다.

### 후기 고전 시대 동유럽

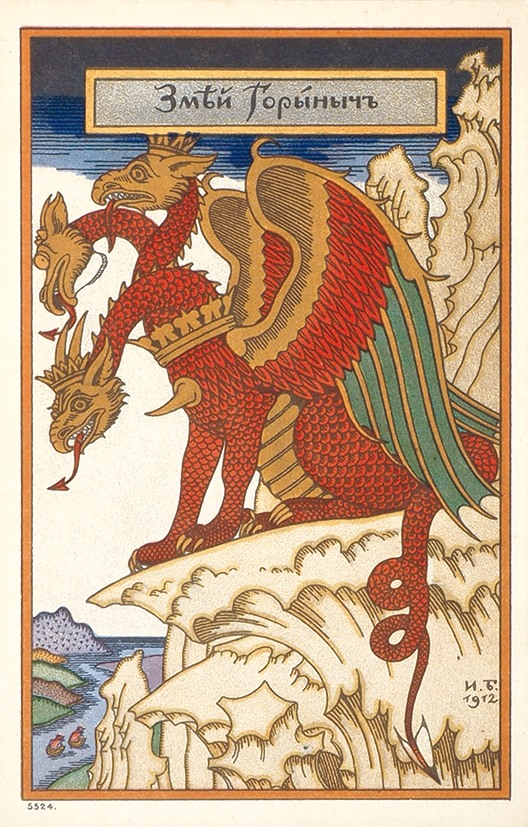
러시아 민담에 나오는 세 머리 용, 즈메이 고리니치.

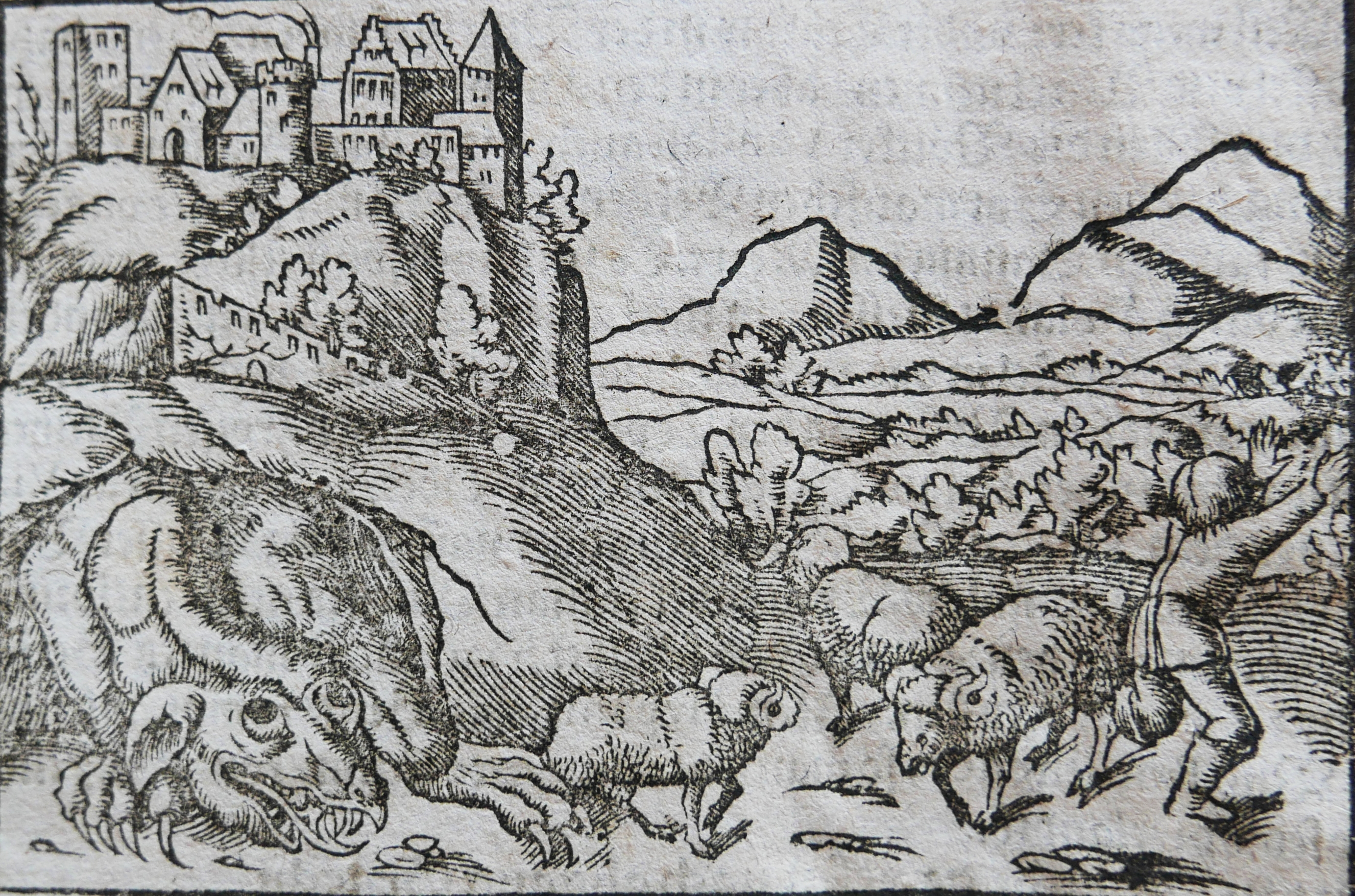
제바스티안 뮌스터의 코스모그라피아 유니버살리스 (1544년)에 나오는 바벨의 용 삽화.

알바니아 신화 및 민속에서 스티히, 류비, 볼라, 볼라르, 에르샤야, 쿨셰드라는 뱀 같은 용으로 묘사되는 신화적 인물이다. 볼라는 인간에게 보이지 않고 여러 해 동안 살면 네 가지 뚜렷한 단계로 탈피하는 물과 지하의 악마적 뱀으로 여겨진다. 볼라르와 에르샤야는 중간 단계이며, 쿨셰드라는 궁극적인 단계로, 인간에게 가뭄, 폭풍, 홍수, 지진 및 기타 자연재해를 일으키는 거대한 여러 머리를 가진 불을 뿜는 암컷 뱀으로 묘사된다. 그녀는 보통 드랑구에라는 반인간형 날개 달린 신성한 영웅이자 인간의 수호자에게 맞서 싸워 패배한다. 심한 천둥번개는 그들의 전투의 결과라고 생각된다.
슬라브 신화에서 "즈메이", "즈미이", 또는 "즈마이"라는 단어는 용을 묘사하는 데 사용된다. 이 단어들은 슬라브어로 "뱀"을 뜻하는 단어의 남성형이며, 보통 러시아어 즈메야(zmeya)처럼 여성형이다. 루마니아에는 슬라브 용에서 파생된 유사한 인물인 즈메우가 있다. 폴란드어와 벨라루스어 민속, 그리고 다른 슬라브 민속에서 용은 (다양하게) 스모크(смок), 츠모크(цмок), 또는 스모크(smok)라고도 불린다. 남부 슬라브 민속에서는 같은 것을 람야(lamya, ламя, ламjа)라고도 부른다. 다른 드래곤과 매우 유사하지만, 슬라브 용은 그들만의 특징을 가지고 있다.
러시아 민담과 우크라이나 민담에서 즈메이 고리니치는 세 개의 머리를 가진 용으로, 각 머리에는 두 개의 염소 뿔이 달려 있다. 그는 불을 뿜고 황 냄새가 났다고 전해진다. 일식은 고리니치가 일시적으로 태양을 삼킨 것 때문에 발생한다고 믿어졌다. 한 전설에 따르면, 고리니치의 삼촌은 사악한 마법사 네말 첼로베크(Nemal Chelovek)였는데, 그는 차르의 딸을 납치하여 우랄산맥의 성에 가두었다. 많은 기사들이 그녀를 구하려 했지만, 모두 고리니치의 불에 죽었다. 그러던 어느 날, 모스크바 궁전 경비병이었던 이반 차레비치는 두 까마귀가 공주에 대해 이야기하는 것을 우연히 들었다. 그는 차르에게 가서 마법 검을 받고 성으로 잠입했다. 첼로베크가 거인의 모습으로 이반을 공격하자, 검은 이반의 손에서 저절로 날아가 그를 죽였다. 그리고 검은 고리니치의 세 머리를 한꺼번에 잘랐다. 이반은 공주를 차르에게 데려갔고, 차르는 이반을 귀족으로 선언하고 그가 공주와 결혼하도록 허락했다.
폴란드의 인기 있는 민담은 바벨의 용 전설로, 1190년에서 1208년 사이에 쓰여진 빈첸티 카두베크의 폴란드 왕과 왕자 연대기에 처음 기록되었다. 카두베크에 따르면, 용은 크라크 왕의 통치 기간에 나타났고 매주 정해진 수의 소를 먹여야 한다고 요구했다. 마을 사람들이 충분한 소를 제공하지 못하면 용은 부족한 소의 수만큼 마을 사람들을 잡아먹었다. 크라크는 아들들에게 용을 죽이라고 명령했다. 손으로 죽일 수 없었으므로 불타는 황으로 가득 찬 송아지 가죽을 먹여 용을 속였다. 용이 죽자, 동생은 형을 공격하여 죽이고 집에 돌아와 모든 영광을 독차지하며, 아버지에게 형이 용과 싸우다 죽었다고 말했다. 동생은 아버지가 죽은 후 왕이 되었지만, 그의 비밀은 결국 밝혀졌고 그는 추방되었다. 15세기에 얀 드우고시는 크라크 왕 자신이 용을 죽였다는 내용으로 이야기를 다시 썼다. 마르친 비엘스키가 전한 또 다른 버전의 이야기에서는 영리한 구두공 스쿠바(Skuba)가 용을 죽일 아이디어를 생각해낸다. 비엘스키의 버전은 현재 가장 인기가 많다.

## 현대의 묘사

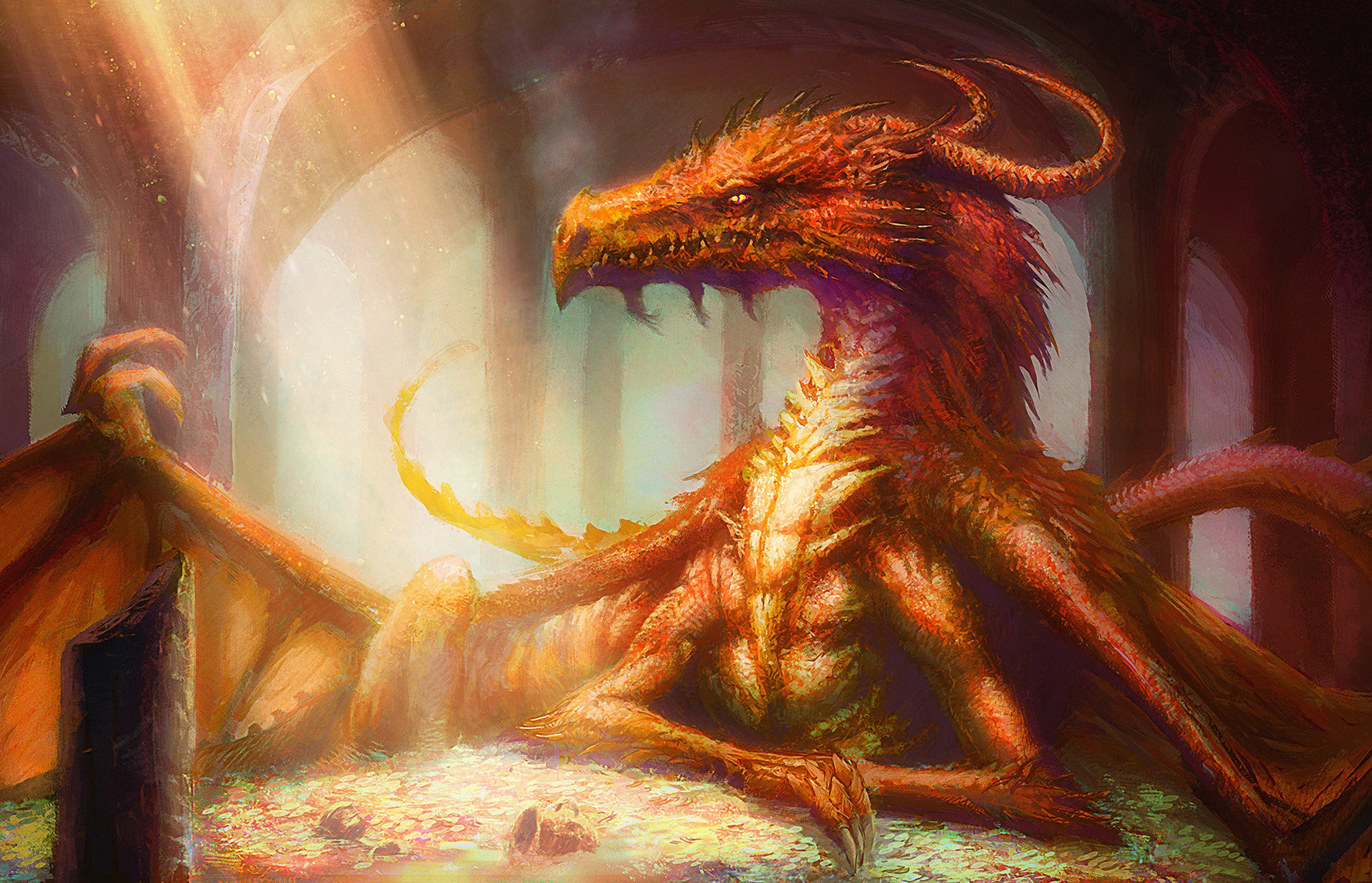
J. R. R. 톨킨의 1937년 아동 판타지 소설 호빗에 나오는 용 스마우그의 현대 팬 아트 그림 (데이비드 데마레트 작)

용과 용 문양은 많은 현대 문학, 특히 판타지 장르에서 많이 등장한다. 이미 18세기에는 드니 디드로와 같은 비판적 사상가들이 용에 대한 문헌이 너무 많이 출판되었다고 주장했다: "책에는 이미 용에 대한 허구적인 이야기가 너무 많다." 루이스 캐럴의 고전 아동 소설 거울 나라의 앨리스 (1871)에서, 삽입된 시 중 하나는 재버워키라는 일종의 용을 묘사한다. 캐럴의 삽화가이자 유명한 존 테니얼은 재버워키를 캐럴 자신과 같은 빅토리아 시대 대학 강사의 조끼, 튀어나온 이빨, 근시 눈을 가진 모습으로 유머러스하게 그렸다. 코믹한 아동 판타지 작품에서 용은 종종 마법의 동화 속 조력자 역할을 한다. 이러한 작품에서 용은 전통적으로 무서운 모습으로 묘사되기보다는 무해하고 상냥하며 인간보다 열등한 존재로 표현된다. 때로는 인간과 함께 살거나 용들만의 고립된 공동체에 사는 것으로 그려지기도 한다. 19세기 후반과 20세기 초반에는 인기가 많았지만, 1960년대 이후에는 보다 진지한 아동 문학에 대한 요구로 인해 "이러한 코믹하고 목가적인 이야기"는 점점 드물어지기 시작했다.
가장 상징적인 현대 용 중 하나는 J. R. R. 톨킨의 고전 소설 호빗에 나오는 스마우그이다. 용은 J. K. 롤링의 베스트셀러 해리 포터 아동 소설 시리즈에도 등장한다. 용을 묘사하는 다른 저명한 작품으로는 앤 매캐프리의 퍼른의 드래곤라이더, 어슐러 K. 르귄의 어스시, 조지 R. R. 마틴의 시리즈 얼음과 불의 노래, 그리고 크리스토퍼 파올리니의 유산 시리즈가 있다. 산드라 마르티나 슈왑(Sandra Martina Schwab)은 "맥캐프리의 퍼른 소설과 2002년 영화 불의 비행(Reign of Fire)을 제외하고, 용은 SF의 기술적인 세계보다는 판타지 문학의 중세적인 배경에 더 잘 어울리는 것 같다. 실제로 그들은 판타지의 엠블럼이라고 불려왔다. 영웅의 용과의 싸움은 그의 남성성을 강조하고 찬양하는 반면, 용과 용 사냥에 대한 수정주의 판타지는 종종 전통적인 성 역할을 약화시킨다. 크레시다 코웰의 드래곤 길들이기 시리즈와 같은 아동 문학에서 친근한 용은 아동의 두려움과 싸우는 강력한 동맹이 될 수 있다." 인기 있는 롤플레잉 게임 시스템 던전 앤 드래곤 (D&D)은 용을 많이 사용한다.

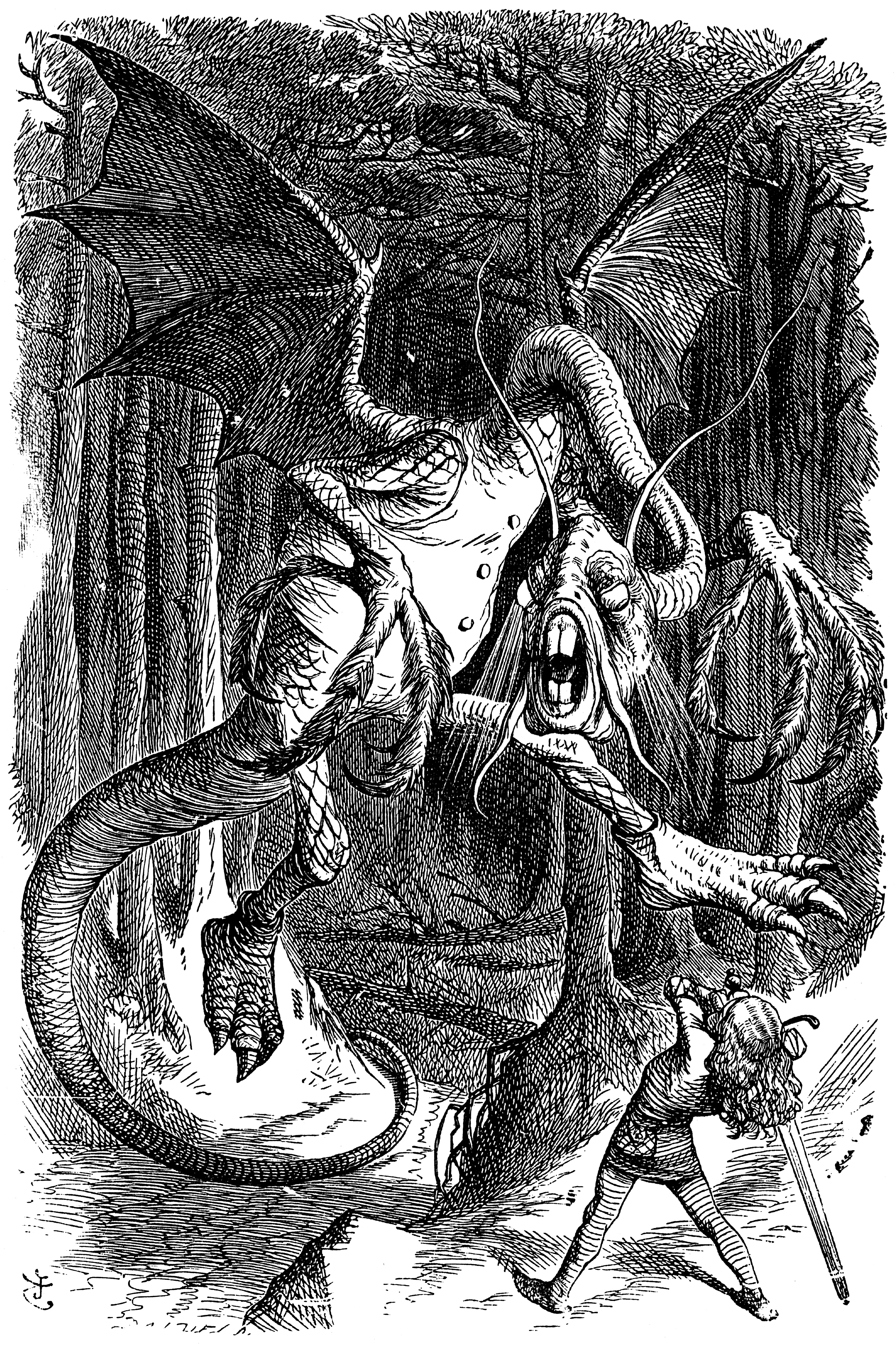
존 테니얼이 루이스 캐럴의 거울 나라의 앨리스에 삽화를 그린 재버워키로, 근시 교수를 닮은 용의 모습
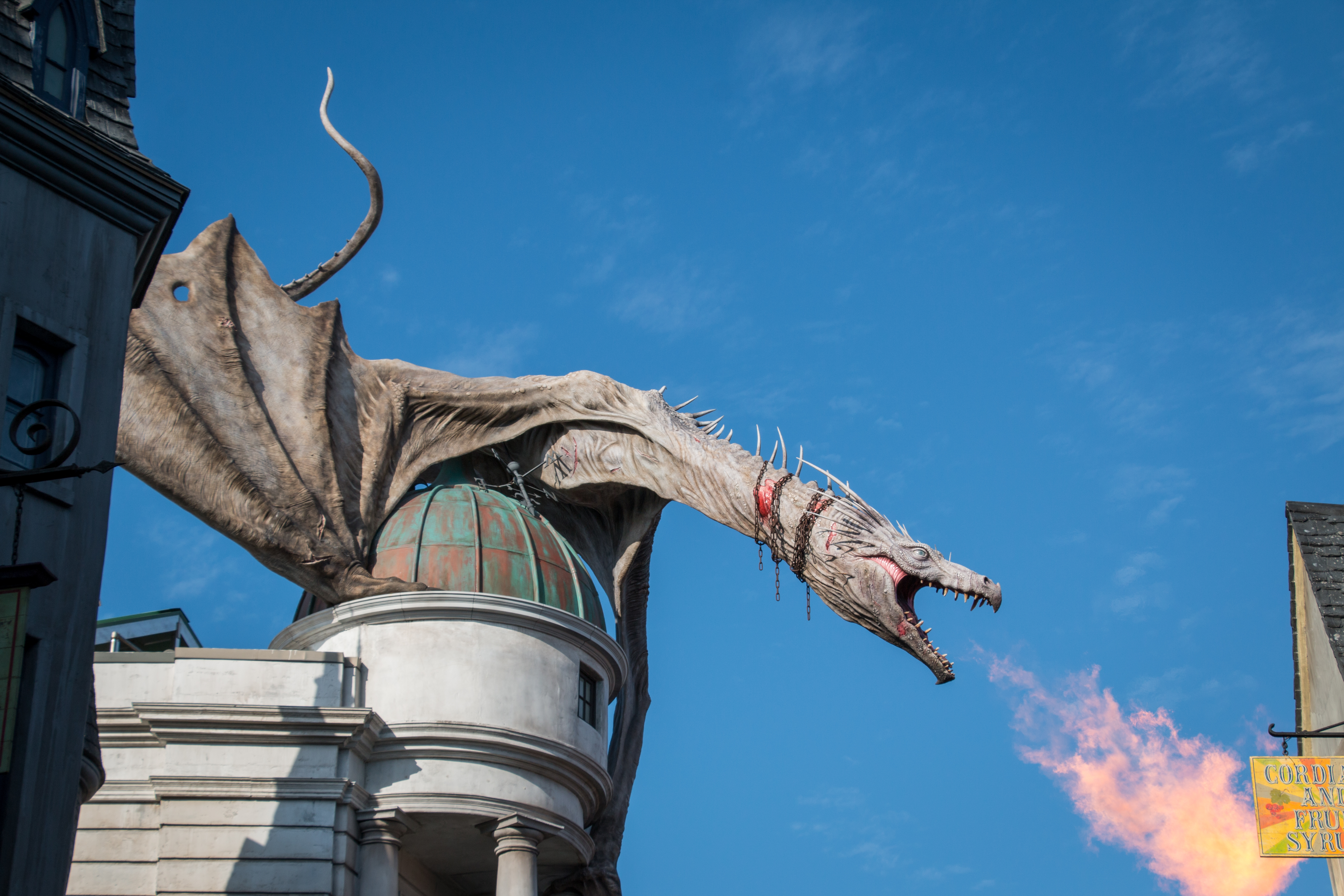
유니버설 스튜디오 플로리다에 있는 해리 포터와 죽음의 성물 2부의 우크라이나 철룡 불 뿜는 동상
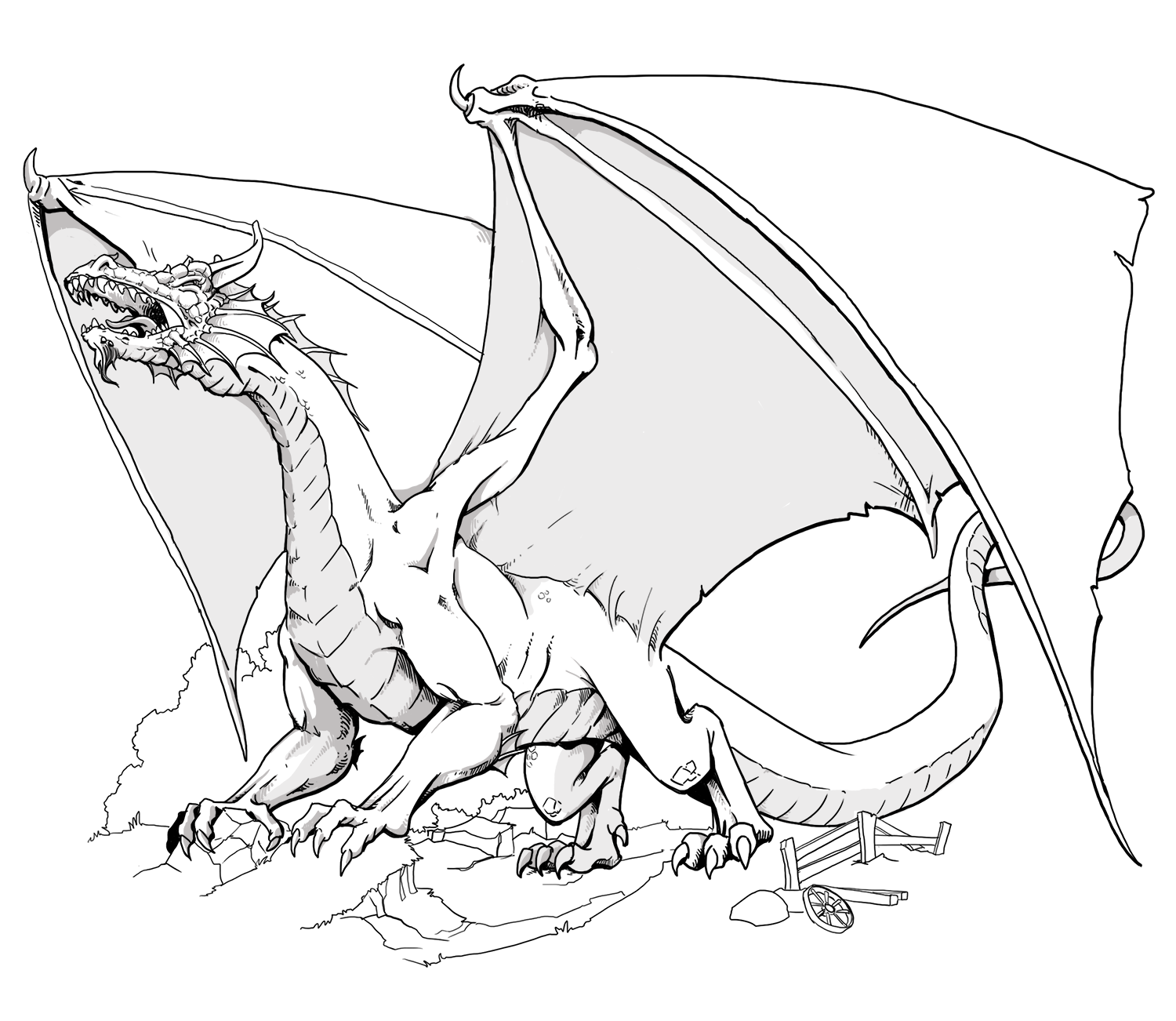
롤플레잉 게임 던전 & 드래곤에 나타나는 용의 모습

## 같이 보기
- 발라우르
- 박쥐 (문장학)
- 베헤모스
- 용학
- 이 (신화)
- 그리핀
- 귀브르
- 뿔 달린 뱀
- 이치네우몬 (중세 동물학)
- 램튼 웜
- 더 라스트 드래곤, 2004년 가상 다큐멘터리
- 문학의 용 목록
- 신화와 민속의 용 목록
- 대중문화의 용 목록
- 모켈레 음벰베
- 파트리지 크리크 괴물
- 펠루다
- 스킬라
- 해룡
- 스낼리개스터

## 참고 문헌
- Anthony, David W. (2007), 《The Horse, the Wheel, and Language: How Bronze-Age Riders from the Eurasian Steppes Shaped the Modern World》, Princeton, England: Princeton University Press, ISBN 978-0691148182, 2017년 3월 27일에 원본 문서에서 보존된 문서, 2018년 3월 18일에 확인함
- Bates, Roy. Chinese Dragons. Oxford University Press, 2002. ISBN 0-195-92856-3.
- Berman, Ruth (1984). 《Dragons for Tolkien and Lewis》. 《미슬로어》 11 (East Lansing, Michigan: 신화협회). 53–58쪽. 2022년 8월 27일에 원본 문서에서 보존된 문서. 2022년 8월 27일에 확인함.
- Ballentine, Debra Scoggins (2015), 《The Conflict Myth and the Biblical Tradition》, Oxford, England: Oxford University Press, ISBN 978-0-19-937025-2, 2024년 2월 19일에 원본 문서에서 보존된 문서, 2020년 10월 5일에 확인함
- Berman, Ruth (1984). 《Victorian Dragons》. 《Children's Literature in Education》 15. 220–233쪽. doi:10.1007/BF01137186. ISSN 0045-6713. S2CID 162244996.
- Black, Jeremy; Green, Anthony (1992), 《Gods, Demons and Symbols of Ancient Mesopotamia: An Illustrated Dictionary》, The British Museum Press, ISBN 0-7141-1705-6, 2023년 3월 17일에 원본 문서에서 보존된 문서, 2020년 10월 5일에 확인함
- Blount, Margaret Joan (1975). 〈Dragons〉. 《Animal Land: the Creatures of Children's Fiction》. New York: William Morrow. 116–130쪽. ISBN 0-688-00272-2.
- Charlesworth, James H. (2010), 《The Good and Evil Serpent: How a Universal Symbol Became Christianized》, New Haven, Connecticut: Yale University Press, ISBN 978-0-300-14082-8, 2024년 2월 19일에 원본 문서에서 보존된 문서, 2020년 10월 5일에 확인함
- Cipa, Shawn (2008), 《Carving Gargoyles, Grotesques, and Other Creatures of Myth: History, Lore, and 12 Artistic Patterns》, Petersburg, Pennsylvania: Fox Chapel Publishing Inc., ISBN 978-1-56523-329-4
- Day, John (2002), 《Yahweh and the Gods and Goddesses of Canaan》, Continuum, ISBN 9780567537836, 2024년 2월 19일에 원본 문서에서 보존된 문서, 2020년 10월 5일에 확인함
- Deacy, Susan (2008), 《Athena》, London and New York: Routledge, ISBN 978-0-415-30066-7, 2024년 2월 19일에 원본 문서에서 보존된 문서, 2020년 10월 5일에 확인함
- Dębicka, Maria, “Dragon's Den”, 《Zamek Królewski na Wawelu》, 2018년 11월 20일에 원본 문서에서 보존된 문서, 2018년 3월 31일에 확인함
- Dinsmoor, William Bell (1973), 《The Architecture of Ancient Greece: An Account of its Historic Development》, New York City, New York: Biblo and Tannen, ISBN 978-0-8196-0283-1, 2024년 2월 19일에 원본 문서에서 보존된 문서, 2020년 10월 5일에 확인함
- Doja, Albert (2005), “Mythology and Destiny” (PDF), 《Anthropos》 100 (2): 449–462, doi:10.5771/0257-9774-2005-2-449, S2CID 115147696, 2019년 8월 29일에 원본 문서 (PDF)에서 보존된 문서, 2020년 2월 12일에 확인함. JSTOR 40466549
- Elsie, Robert (2001). 《A Dictionary of Albanian Religion, Mythology and Folk Culture》. London: Hurst & Company. ISBN 1-85065-570-7. 2020년 6월 17일에 원본 문서에서 보존된 문서. 2020년 2월 12일에 확인함.
- Fee, Christopher R. (2011),  Chance, Jane, 편집., 《Mythology in the Middle Ages: Heroic Tales of Monsters, Magic, and Might》, Praeger Series on the Middle Ages, Santa Barbara, California, Denver, Colorado, and Oxford, England, ISBN 978-0-313-02725-3
- Fontenrose, Joseph Eddy (1980) [1959], 《Python: A Study of Delphic Myth and Its Origins》, Berkeley, California, Los Angeles, California, and London, England: The University of California Press, ISBN 0-520-04106-2, 2024년 2월 19일에 원본 문서에서 보존된 문서, 2020년 10월 5일에 확인함
- Friar, Stephen; Ferguson, John (1993), 《Basic Heraldry》, New York City, New York and London, England: W. W. Norton & Company, ISBN 0-393-03463-1, 2024년 2월 19일에 원본 문서에서 보존된 문서, 2020년 10월 5일에 확인함
- Garrett, Valery M. Chinese Dragon Robes. Oxford University Press, 1999. ISBN 0-195-90499-0.
- Giammanco Frongia, Rosanna M.; Giorgi, Rosa; Zuffi, Stefano (2005). 《Angels and Demons in Art》. Los Angeles: J. 폴 게티 미술관. ISBN 0-89236-830-6.
- Grasshoff, Gerd (1990),  Toomer, Gerald, 편집., 《The History of Ptolemy's Star Catalogue》, Studies in the History of Mathematics and Physical Sciences 14, New York City, New York, Berlin, Germany, Heidelberg, Germany, London, England, Paris, France, Tokyo, Japan, and Hong Kong, China: Springer-Verlag, ISBN 978-1-4612-8788-9
- Haimerl, Edgar (2013), 〈Sigurðr, a Medieval Hero〉,   Acker, Paul; Larrington, Carolyne, 《Revisiting the Poetic Edda: Essays on Old Norse Heroic Legend》, New York City, New York and London, England: Routledge, ISBN 978-0-203-09860-8, 2024년 2월 19일에 원본 문서에서 보존된 문서, 2020년 10월 5일에 확인함
- Hanlon, Tina (2003). 《The Taming of Dragons in Twentieth Century Picture Books》. 《환상 예술 저널》 14. 7–27쪽.
- Hornung, Erik (2001), 《The Secret Lore of Egypt: Its Impact on the West》, Ithaca, New York and London, England: Cornell University Press, ISBN 0-8014-3847-0, 2024년 2월 19일에 원본 문서에서 보존된 문서, 2020년 10월 5일에 확인함
- Hughes, Jonathan (2005), 〈Politics and the Occult in the Court of Edward IV〉,   Gosman, Martin; MacDonald, Alasdair; Vanderjagt, Arjo, 《Princes and Princely Culture: 1450-1650》, Leiden, The Netherlands and Boston, Massachusetts: Brill, ISBN 90-04-13690-8, 2024년 2월 19일에 원본 문서에서 보존된 문서, 2020년 10월 5일에 확인함
- Ingersoll, Ernest; Henry Fairfield Osborn (2013). 《The Illustrated Book of Dragons and Dragon Lore》. 치앙마이, 태국: Cognoscenti Books. ISBN 9781304112422.
- Johnsgard, Paul Austin; Johnsgard, Karin (1982). 《Dragons and unicorns : a natural history》. New York: St. Martin's Press. ISBN 0-312-21895-8. 2016년 12월 22일에 원본 문서에서 보존된 문서. 2016년 9월 22일에 확인함.
- Jones, David E. (2000), 《An Instinct for Dragons》, New York City, New York and London, England: Routledge, ISBN 0-415-92721-8, 2016년 12월 27일에 원본 문서에서 보존된 문서, 2016년 9월 22일에 확인함
- Kelly, Henry Ansgar (2006), 《Satan: A Biography》, Cambridge, England: Cambridge University Press, ISBN 978-0521604024, 2023년 1월 19일에 원본 문서에서 보존된 문서, 2020년 10월 5일에 확인함
- Kitowska-Łysiak, Małgorzata; Wolicka, Elżbieta (1999), 《Miejsce rzeczywiste, miejsce wyobrażone: studia nad kategorią miejsca w przestrzeni kultury》, Towarzystwo Naukowe Katolickiego Uniwersytetu Lubelskiego [Scientific Society of the Catholic University of Lublin], ISBN 9788387703745
- Littleton, C. Scott (2002). 《Mythology: The Illustrated Anthology of World Myth and Storytelling》. Thunder Bay Press (CA). ISBN 1-57145-827-1.
- MacCulloch, J. A. (1998) [1948], 《The Celtic and Scandinavian Religions》, Chicago, Illinois: Academy Chicago Publishers, ISBN 0-897-33-434-5, 2024년 2월 19일에 원본 문서에서 보존된 문서, 2020년 10월 5일에 확인함
- Mallory, J. P.; Adams, D.Q. (2006), 《The Oxford Introduction to Proto-Indo-European and the Proto-Indo-European World》, Oxford, England: Oxford University Press, ISBN 978-0-19-929668-2
- Malone, Michael S. (2012), 《The Guardian of All Things: The Epic Story of Human Memory》, New York City, New York: St. Martin's Press, ISBN 978-1-250-01492-4, 2024년 2월 19일에 원본 문서에서 보존된 문서, 2020년 10월 5일에 확인함
- Mayor, Andrienne (2000), 《The First Fossil Hunters: Dinosaurs, Mammoths, and Myth in Greek and Roman Times》, Princeton, New Jersey: Princeton University Press, ISBN 0-691-05863-6, 2024년 2월 19일에 원본 문서에서 보존된 문서, 2020년 10월 5일에 확인함
- Mayor, Adrienne (2005), 《Fossil Legends of the First Americans》, Princeton, New Jersey: Princeton University Press, ISBN 0-691-11345-9, 2024년 2월 19일에 원본 문서에서 보존된 문서, 2020년 10월 5일에 확인함
- Morgan, Giles (2009년 1월 21일), 《St George: Knight, Martyr, Patron Saint and Dragonslayer》, Edison, New Jersey: Chartwell Books, Inc., ISBN 978-0785822325
- Manning-Sanders, Ruth (1977). 《용의 책》. 런던: 메튜엔. ISBN 0-416-58110-2.
- Nikolajeva, Maria (2012), 〈The development of children's fantasy〉,   James, Edward; Mendlesohn, Farah, 《The Cambridge Companion to Fantasy Literature》, Cambridge, England: Cambridge University Press, 50–61쪽, ISBN 978-0-521-72873-7, 2024년 2월 19일에 원본 문서에서 보존된 문서, 2020년 10월 5일에 확인함
- Niles, Doug (2013), 《Dragons: The Myths, Legends, and Lore》, Avon, Massachusetts: Adams Media, ISBN 978-1-4405-6216-7
- Ogden, Daniel (2013), 《Drakon: Dragon Myth and Serpent Cult in the Ancient Greek and Roman Worlds》, Oxford, England: Oxford University Press, ISBN 978-0-19-955732-5, 2024년 2월 19일에 원본 문서에서 보존된 문서, 2020년 10월 5일에 확인함
- Osmond, Andrew (2002). “Dragons in Film”. 《시네판타스티크》. 34권. 58–59쪽.
- Phillips, Walter Alison (1911). 〈Dragon〉. 《브리태니커 백과사전》 8 11판. 466–468쪽.
- Rauer, Christine (2000), 《Beowulf and the Dragon: Parallels and Analogues》, Cambridge, England: D. S. Brewer, ISBN 0-85991-592-1, 2024년 2월 19일에 원본 문서에서 보존된 문서, 2020년 10월 5일에 확인함
- Rożek, Michał (1988), 《Cracow: A Treasury of Polish Culture and Art》, Kraków, Poland: Interpress Publishers, 27쪽, ISBN 9788322322451, 2020년 6월 12일에 원본 문서에서 보존된 문서, 2018년 3월 31일에 확인함
- Schwab, Sandra Martina (2005). 〈Dragons〉.   게리 웨스트팔. 《The Greenwood Encyclopedia of Science Fiction and Fantasy: Themes, Works, and Wonders》 1. Westport, CT: 그린우드 프레스. 214–216쪽. ISBN 0-313-32951-6.
- Shuker, Karl (1995). 《용: 자연사》. 뉴욕: 사이먼 & 슈스터. ISBN 0-684-81443-9.
- Sikorski, Czesław (1997), “Wood Pitch as Combat Chemical in the Light of the Jan Długosz's Annals and Some of the Old Polish Military Treatises”, 《Proceedings of the First International Symposium on Wood Tar and Pitch》: 235
- Sherman, Josepha (2015) [2008], 《Storytelling: An Encyclopedia of Mythology and Folklore》, New York City, New York and London, England: Routledge, ISBN 978-0-7656-8047-1
- Swaddling, Judith (1989), 《The Ancient Olympic Games》, London, England: British Museum Press, ISBN 0-292-77751-5
- Thurston, Herbert (1909), 〈St. George〉, 《가톨릭 백과사전》 6, New York City, New York: Robert Appleton Company, 453–455쪽, 2019년 4월 27일에 원본 문서에서 보존된 문서, 2018년 3월 25일에 확인함
- Unerman, Sandra (2000). 《Dragons in Fantasy》. 《벡터》. 14–16쪽.
- Visser, Marinus Willem de; The Dragon in China and Japan 보관됨 28 5월 2016 - 웨이백 머신, Amsterdam, J. Müller 1913.
- Volker, T. (1975) [1950], 《The Animal in Far Eastern Art: And Especially in the Art of the Japanese Netsuke with Reference to Chinese Origins, Traditions, Legends, and Art》, Leiden, The Netherlands: Brill, ISBN 90-04-04295-4
- Walter, Christopher (2003), 《The Warrior Saints in Byzantine Art and Tradition》, Farnham, England: Ashgate Publishing, ISBN 9781840146943
- West, Martin Litchfield (2007), 《Indo-European Poetry and Myth》, Oxford, England: Oxford University Press, ISBN 978-0-19-928075-9
- Williamson, Jamie (2015), 《The Evolution of Modern Fantasy: From Antiquarianism to the Ballantine Adult Fantasy Series》, New York City, New York and Basingstoke, England, doi:10.1057/9781137515797, ISBN 978-1-137-51579-7
- Yang, Lihui; An, Deming; Turner, Jessica Anderson (2005), 《Handbook of Chinese Mythology》, Handbooks of World Mythology, Oxford, England: Oxford University Press, ISBN 978-0-19-533263-6